# Liste der Gedenkorte für die Opfer des Holodomor
Die Liste der Gedenkorte für die Opfer des Holodomor enthält Denkmäler, Mahnmale, Gedenkstätten, Gedenkkreuze und Gedenksteine, die weltweit an die Millionen Ukrainerinnen und Ukrainer erinnern, die infolge des Teils der Hungersnot in der Sowjetunion in den 1930er Jahren in der Ukrainischen Sozialistischen Sowjetrepublik, dem Holodomor, ums Leben kamen. In der Sowjetunion war die Thematisierung des Holodomor untersagt. Im Jahr 2006 wurde der Holodomor in der Ukraine als Genozid anerkannt. Seit 2014 werden in den von Russland besetzten Gebieten der Ukraine Denkmäler für die Opfer des Holodomor abgebaut.
Die Liste ist nach Standort alphabetisch geordnet und unvollständig.

## Argentinien
| Bild | Standort     | Beschreibung                                                                          | Enthüllung |
| ---- | ------------ | ------------------------------------------------------------------------------------- | ---------- |
|      | Buenos Aires | Gedenktafel für die Opfer des Holodomor in der Catedral Metropolitana de Buenos Aires | 2008       |

## Australien
| Bild | Standort  | Beschreibung                                                                               | Enthüllung |
| ---- | --------- | ------------------------------------------------------------------------------------------ | ---------- |
|      | Adelaide  | Gedenkkreuz für die Opfer des Holodomor bei der ukrainisch-autokephalen St.-Michael-Kirche | 1972       |
|      | Canberra  | Gedenkstätte für die Opfer des Holodomors                                                  | 1985       |
|      | Melbourne | Denkmal für die Opfer des Holodomor                                                        | 1983       |

## Belgien
| Bild | Standort | Beschreibung                        | Enthüllung |
| ---- | -------- | ----------------------------------- | ---------- |
|      | Genk     | Denkmal für die Opfer des Holodomor | 2003       |

## Brasilien
| Bild | Standort | Beschreibung                        | Enthüllung |
| ---- | -------- | ----------------------------------- | ---------- |
|      | Curitiba | Denkmal für die Opfer des Holodomor | 2003       |

## Deutschland
| Bild | Standort | Beschreibung                        | Enthüllung |
| ---- | -------- | ----------------------------------- | ---------- |
|      | München  | Denkmal für die Opfer des Holodomor | 2008       |

## Frankreich
| Bild | Standort  | Beschreibung                          | Enthüllung |
| ---- | --------- | ------------------------------------- | ---------- |
|      | Holtzheim | Denkstein für die Opfer des Holodomor | 2008       |

## Israel
| Bild | Standort  | Beschreibung                        | Enthüllung |
| ---- | --------- | ----------------------------------- | ---------- |
|      | Jerusalem | Mahnmal für die Opfer des Holodomor | 2025       |

## Italien
| Bild | Standort | Beschreibung                                            | Enthüllung |
| ---- | -------- | ------------------------------------------------------- | ---------- |
|      | Cagliari | Denkmal für die Opfer des Holodomor im Monte Claro Park | 2016       |

## Kanada
| Bild | Standort           | Beschreibung                                                                                         | Enthüllung |
| ---- | ------------------ | --- | ---------- |
|      | North Battleford   | Denkmal für die Opfer des Holodomor                                                                  | 2014       |
|      | Calgary            | Denkmal für die Opfer des Holodomor                                                                  | 1999       |
|      | Edmonton           | Denkmal für die Opfer des Holodomor                                                                  | 1983       |
|      | Kitchener          | Denkmal bei der ukrainischen katholischen Verklärungskirche                                          | 2014       |
|      | Mississauga        | Denkmal bei der ukrainischen katholischen Mariä-Entschlafens-Kirche                                  |            |
|      | Ontario, Hawkstone | Ukrainian National Federation of Canada, Oselia Sokil                                                | 1989       |
|      | Regina             | Denkmal für die Opfer des Holodomor                                                                  | 2015       |
|      | St. Paul           | Denkmal für die Opfer des Holodomor "Broken Wheat"                                                   |            |
|      | Toronto            | Gedenkstätte für die Opfer des Holodomor                                                             | 2018       |
|      | Toronto            | Denkmal für die Opfer des Holodomor bei der Ukrainische Katholischen Kirche St. Demetrius, Etobicoke |            |
|      | Windsor            | Denkmal für die Opfer des Holodomor                                                                  | 2005       |
|      | Winnipeg           | Denkmal für die Opfer des Holodomor                                                                  | 1984       |
|      | Winnipeg           | Denkmal für die Opfer des Holodomor: Bitter Memories of Childhood                                    |            |

## Nordmazedonien
| Bild | Standort     | Beschreibung                        | Enthüllung |
| ---- | ------------ | ----------------------------------- | ---------- |
|      | Opština Čair | Denkmal für die Opfer des Holodomor | 2025       |

## Österreich
| Bild | Standort             | Beschreibung                                                           | Enthüllung |
| ---- | -------------------- | ---------------------------------------------------------------------- | ---------- |
|      | Wien, Perchtoldsdorf | Holodomor-Gedenkstätte im ukrainischen Kultur- und Informationszentrum | 2003       |

## Polen
| Bild | Standort | Beschreibung                                     | Enthüllung |
| ---- | -------- | ------------------------------------------------ | ---------- |
|      | Krakau   | Mahnmal für die Opfer des ukrainischen Holodomor | 2011       |
|      | Lublin   | Mahnmal für die Opfer des Holodomor              | 2014       |
|      | Przemyśl | Mahnmal für die Opfer des Holodomor              |            |
|      | Warschau | Mahnmal für die Opfer des Holodomor              | 2009       |

## Portugal
| Bild | Standort | Beschreibung                            | Enthüllung |
| ---- | -------- | --------------------------------------- | ---------- |
|      | Lissabon | Gedenktafel für die Opfer des Holodomor | 2024       |

## Slowakei
| Bild | Standort | Beschreibung                                                        | Enthüllung |
| ---- | -------- | ------------------------------------------------------------------- | ---------- |
|      | Prešov   | Gedenkkreuz an der Kathedrale des heiligen Fürsten Alexander Newski | 2007       |

## Ukraine
| Bild | Standort                                         | Beschreibung | Enthüllung |
| ---- | ------------------------------------------------ | --- | ---------- |
|      | Autonome Republik Krim, Isumrudne                | Gedenkstein für die Opfer des Holodomor | 2008       |
|      | Autonome Republik Krim, Myrnowka                 | Gedenkstein für die Opfer des Holodomor | 2008       |
|      | Autonome Republik Krim, Pachariwka               | Gedenkstein für die Opfer des Holodomor | 2008       |
|      | Autonome Republik Krim, Sewastopol               | Gedenkstein für die Opfer des Holodomor |            |
|      | Autonome Republik Krim, Simferopol               | Gedenkkreuz für die Opfer des Holodomor | 2000       |
|      | Autonome Republik Krim, Zilynne                  | Gedenkstein für die Opfer des Holodomor | 2008       |
|      | Oblast Charkiw, Abasiwka                         | Mahnmal für die Opfer des Holodomor | 1990       |
|      | Oblast Charkiw, Artemiwka                        | Gedenkkreuz für die Opfer des Holodomor | 1996       |
|      | Oblast Charkiw, Barwinkowe                       | Gedenkkreuz für die Opfer des Holodomor | 1993       |
|      | Oblast Charkiw, Basalijiwka                      | Gedenkkreuz für die Opfer des Holodomor |            |
|      | Oblast Charkiw, Beresiwka (Krasnohrad)           | Gedenkkreuz für die Opfer des Holodomor | 2003       |
|      | Oblast Charkiw, Berestyn                         | Gedenkkreuz für die Opfer des Holodomor | 1998       |
|      | Oblast Charkiw, Bessarabiwka                     | Gedenkkreuz für die Opfer des Holodomor |            |
|      | Oblast Charkiw, Blysnjuky                        | Gedenkkapelle für die Opfer des Holodomor | 2009       |
|      | Oblast Charkiw, Bohoduchiw                       | Gedenkkreuz für die Opfer des Holodomor | 2004       |
|      | Oblast Charkiw, Borschtschiwka (Isjum)           | Mahnmal für die Opfer des Holodomor |            |
|      | Oblast Charkiw, Bratenyzja                       | Gedenkkreuz für die Opfer des Holodomor | 2007       |
|      | Oblast Charkiw, Budy (Charkiw)                   | Gedenkkreuz für die Opfer des Holodomor |            |
|      | Oblast Charkiw, Charkiw                          | Gedenkstätte für die Opfer des Holodomor | 2008       |
|      | Oblast Charkiw, Charkiw                          | Gedenkkreuz für die Opfer des Holodomor | 1989       |
|      | Oblast Charkiw, Chruschtschowa Mykytiwka         | Gedenkkreuz für die Opfer des Holodomor | 2007       |
|      | Oblast Charkiw, Derhatschi                       | Gedenkkreuz für die Opfer des Holodomor | 2002       |
|      | Oblast Charkiw, Dmytriwka (Bohoduchiw)           | Gedenkkreuz für die Opfer des Holodomor | 2007       |
|      | Oblast Charkiw, Dworitschna                      | Gedenkkreuz für die Opfer des Holodomor | 1992       |
|      | Oblast Charkiw, Hrakowe                          | Gedenkkreuz für die Opfer des Holodomor |            |
|      | Oblast Charkiw, Hubariwka                        | Gedenkkreuz für die Opfer des Holodomor | 2004       |
|      | Oblast Charkiw, Isjum                            | Gedenkkreuz für die Opfer des Holodomor am Berg Kremenez                                                                                              | 2003       |
|      | Oblast Charkiw, Kamjana Jaruha                   | Mahnmal für die Opfer des Holodomor |            |
|      | Oblast Charkiw, Kapluniwka                       | Gedenkkreuz für die Opfer des Holodomor | 1990       |
|      | Oblast Charkiw, Kehytschiwka                     | Gedenkstein für die Opfer des Holodomor | 2002       |
|      | Oblast Charkiw, Kolomak                          | Gedenkkreuz für die Opfer des Holodomor |            |
|      | Oblast Charkiw, Kolontajiw                       | Gedenkkreuz für die Opfer des Holodomor | 1997       |
|      | Oblast Charkiw, Korotytsch                       | Gedenkkreuz für die Opfer des Holodomor |            |
|      | Oblast Charkiw, Korbyni Iwany                    | Gedenkkreuz für die Opfer des Holodomor | 2007       |
|      | Oblast Charkiw, Kotschetok (Tschuhujiw)          | Gedenkkreuz für die Opfer des Holodomor |            |
|      | Oblast Charkiw, Krasnokutsk                      | Gedenkkreuze für die Opfer des Holodomor | 1991       |
|      | Oblast Charkiw, Kupjansk                         | Mahnmal für die Opfer des Holodomor | 2017       |
|      | Oblast Charkiw, Kysiwka                          | Gedenkkreuz für die Opfer des Holodomor | 1988       |
|      | Oblast Charkiw, Lebjasche                        | Gedenkkreuz für die Opfer des Holodomor | 2008       |
|      | Oblast Charkiw, Ljubotyn                         | Mahnmal für die Opfer des Holodomor |            |
|      | Oblast Charkiw, Losowa                           | Mahnmal für die Opfer des Holodomor |            |
|      | Oblast Charkiw, Mala Danyliwka                   | Gedenkkreuz für die Opfer des Holodomor |            |
|      | Oblast Charkiw, Mala Wowtscha                    | Mahnmal für die Opfer des Holodomor | 2008       |
|      | Oblast Charkiw, Malyniwka                        | Gedenkkreuz für die Opfer des Holodomor | 2008       |
|      | Oblast Charkiw, Merefa                           | Gedenkkreuz für die Opfer des Holodomor | 2008       |
|      | Oblast Charkiw, Mospanowe                        | Gedenkkreuz für die Opfer des Holodomor | 2003       |
|      | Oblast Charkiw, Murafa                           | Gedenkkreuz für die Opfer des Holodomor | 2004       |
|      | Oblast Charkiw, Mynkiwka                         | Mahnmal für die Opfer des Holodomor | 2008       |
|      | Oblast Charkiw, Nowopokrowka (Tschuhujiw)        | Gedenkkreuz für die Opfer des Holodomor |            |
|      | Oblast Charkiw, Oleksijiwka                      | Gedenkkreuz für die Opfer des Holodomor | 2003       |
|      | Oblast Charkiw, Parchomiwka (Bohoduchiw)         | Gedenkkreuz für die Opfer des Holodomor | 1997       |
|      | Oblast Charkiw, Petriwka (Natalyne)              | Gedenkkreuz für die Opfer des Holodomor | 1991       |
|      | Oblast Charkiw, Petropawliwka                    | Gedenkkreuz für die Opfer des Holodomor | 2007       |
|      | Oblast Charkiw, Pokotyliwka                      | Gedenkkreuz für die Opfer des Holodomor | 2007       |
|      | Oblast Charkiw, Polkowa Mykytiwka                | Gedenkkreuz für die Opfer des Holodomor | 1992       |
|      | Oblast Charkiw, Preobrascheniwka                 | Mahnmal für die Opfer des Holodomor | 2007       |
|      | Oblast Charkiw, Pyssariwka (Bohoduchiw)          | Gedenkkreuz für die Opfer des Holodomor | 1997       |
|      | Oblast Charkiw, Risunenkowe                      | Mahnmal für die Opfer des Holodomor und der politischen Repressionen                                                                                  | 1989       |
|      | Oblast Charkiw, Rjabokonowe                      | Gedenkkreuz für die Opfer des Holodomor | 1993       |
|      | Oblast Charkiw, Saroschne                        | Gedenkkreuz für die Opfer des Holodomor |            |
|      | Oblast Charkiw, Sachnowschtschyna                | Gedenkkreuz für die Opfer des Holodomor |            |
|      | Oblast Charkiw, Schariwka                        | Gedenkkreuz für die Opfer des Holodomor | 1999       |
|      | Oblast Charkiw, Slobidka (Bohoduchiw)            | Gedenkkreuz für die Opfer des Holodomor | 1993       |
|      | Oblast Charkiw, Snischkiw                        | Mahnmal für die Opfer des Holodomor | 1990       |
|      | Oblast Charkiw, Sofijiwka Perscha                | Gedenkkreuz für die Opfer des Holodomor | 2008       |
|      | Oblast Charkiw, Solotschiw                       | Mahnmal für die Opfer des Holodomor | 2005       |
|      | Oblast Charkiw, Schebelynka                      | Mahnmal für die Opfer des Holodomor | 2003       |
|      | Oblast Charkiw, Schljachowe                      | Gedenkkreuz für die Opfer des Holodomor | 1988       |
|      | Oblast Charkiw, Tschepil                         | Mahnmal für die Opfer der politischen Repression und des Holodomor                                                                                    |            |
|      | Oblast Charkiw, Tscherkaska Losowa               | Gedenkkreuz für die Opfer des Holodomor |            |
|      | Oblast Charkiw, Tscherneschtschyna               | Gedenkkreuz für die Opfer des Holodomor | 1992       |
|      | Oblast Charkiw, Tschuhujiw                       | Gedenkkreuz für die Opfer des Holodomor | 2007       |
|      | Oblast Charkiw, Walky                            | Mahnmal für die Opfer des Holodomor |            |
|      | Oblast Charkiw, Wasylenkowe                      | Gedenkstein für die Opfer des Holodomor | 2002       |
|      | Oblast Charkiw, Welykyj Burluk                   | Gedenkkreuz für die Opfer des Holodomor |            |
|      | Oblast Charkiw, Wilschany                        | Gedenkkreuz für die Opfer des Holodomor |            |
|      | Oblast Charkiw, Wolochiw Jar                     | Mahnmal für die Opfer des Holodomor | 2006       |
|      | Oblast Charkiw, Woskresseniwka                   | Gedenkkreuz für die Opfer des Holodomor | 2007       |
|      | Oblast Charkiw, Wowtschansk                      | Gedenkkreuz für die Opfer des Holodomor | 1991       |
|      | Oblast Charkiw, Wysokopillja                     | Gedenkkreuz für die Opfer des Holodomor | 2007       |
|      | Oblast Cherson, Archanhelske                     | Mahnmal für die Opfer des Holodomor | 2008       |
|      | Oblast Cherson, Balaschowe                       | Mahnmal für die Opfer des Holodomor. 2023 wurde es von russischen Okkupanten abgerissen.                                                              |            |
|      | Oblast Cherson, Bechtery                         | Mahnmal für die Opfer des Holodomor | 1995       |
|      | Oblast Cherson, Beryslaw                         | Gedenkkreuz für die Opfer des Holodomor | 2003       |
|      | Oblast Cherson, Biloserka                        | Mahnmal für die Opfer des Holodomor | 2007       |
|      | Oblast Cherson, Cherson                          | Gedenkstätte für die Opfer des Holodomor | 1992       |
|      | Oblast Cherson, Darjiwka                         | Gedenkkreuz für die Opfer des Holodomor |            |
|      | Oblast Cherson, Dniprjany                        | Gedenkkreuz für die Opfer des Holodomor | 1993       |
|      | Oblast Cherson, Dobrjanka (Beryslaw)             | Gedenkkreuz für die Opfer des Holodomor | 2008       |
|      | Oblast Cherson, Dolmatiwka                       | Mahnmal für die Opfer des Holodomor | 2008       |
|      | Oblast Cherson, Dudtschany                       | Gedenkkreuz für die Opfer des Holodomor | 2007       |
|      | Oblast Cherson, Fedoriwka                        | Mahnmal für die Opfer des Holodomor | 2008       |
|      | Oblast Cherson, Henitschesk                      | Mahnmal für die Opfer des Holodomor | 2008       |
|      | Oblast Cherson, Hola Prystan                     | Gedenkkreuz für die Opfer des Holodomor |            |
|      | Oblast Cherson, Kalantschak                      | Mahnmal für die Opfer des Holodomor | 2008       |
|      | Oblast Cherson, Kosazka Sloboda                  | Gedenkstein für die Opfer des Holodomor | 2008       |
|      | Oblast Cherson, Musykiwka                        | Mahnmal für die Opfer des Holodomor |            |
|      | Oblast Cherson, Nowa Kachowka                    | Mahnmal für die Opfer des Holodomor. Das Denkmal wurde 2023 nach dem russischen Überfall auf die Ukraine abgerissen.                                  |            |
|      | Oblast Cherson, Nowa Majatschka                  | Mahnmal für die Opfer des Holodomor |            |
|      | Oblast Cherson, Nowooleksijiwka                  | Mahnmal für die Opfer des Holodomor |            |
|      | Oblast Cherson, Nowosofijiwka                    | Mahnmal für die Opfer des Holodomor | 2008       |
|      | Oblast Cherson, Nowotrojizke (Henitschesk)       | Mahnmal für die Opfer des Holodomor | 2008       |
|      | Oblast Cherson, Nowowassyliwka                   | Mahnmal für die Opfer des Holodomor |            |
|      | Oblast Cherson, Possad-Pokrowske                 | Gedenkkreuz für die Opfer des Holodomor |            |
|      | Oblast Cherson, Sahradiwka                       | Mahnmal für die Opfer des Holodomor | 2007       |
|      | Oblast Cherson, Tschaplynka                      | Mahnmal für die Opfer des Holodomor |            |
|      | Oblast Cherson, Tjahynka                         | Mahnmal für die Opfer des Holodomor | 2006       |
|      | Oblast Cherson, Tomyna Balka                     | Gedenkkreuz für die Opfer des Holodomor | 2008       |
|      | Oblast Cherson, Trochymiwka                      | Mahnmal für die Opfer des Holodomor | 2008       |
|      | Oblast Cherson, Welyka Blahowischtschenka        | Gedenkkreuz für die Opfer des Holodomor | 2008       |
|      | Oblast Cherson, Welyka Lepetycha                 | Mahnmal für die Opfer des Holodomor |            |
|      | Oblast Chmelnyzkyj, Adampil                      | Gedenkstein für die Opfer des Holodomor |            |
|      | Oblast Chmelnyzkyj, Balamutiwka                  | Gedenkkreuz für die Opfer des Holodomor und der Repression                                                                                            |            |
|      | Oblast Chmelnyzkyj, Basalija                     | Mahnmal für die Opfer des Holodomor |            |
|      | Oblast Chmelnyzkyj, Bilohirja                    | Gedenkkapelle für die Opfer des Holodomor | 1993       |
|      | Oblast Chmelnyzkyj, Bokyjiwka                    | Mahnmal für die Opfer des Holodomor |            |
|      | Oblast Chmelnyzkyj, Borschtschiwka               | Gedenkkreuz für die Opfer des Holodomor |            |
|      | Oblast Chmelnyzkyj, Brajiliwka                   | Mahnmal für die Opfer des Holodomor |            |
|      | Oblast Chmelnyzkyj, Chmelnyzkyj                  | Mahnmal für die Opfer des Holodomor | 1998       |
|      | Oblast Chmelnyzkyj, Cholodez                     | Gedenkkreuz für die Opfer des Holodomor | 2007       |
|      | Oblast Chmelnyzkyj, Chutir (Schepetiwka)         | Mahnmal für die Opfer des Holodomor | 2010       |
|      | Oblast Chmelnyzkyj, Derewjane                    | Gedenkkreuz für die Opfer des Holodomor |            |
|      | Oblast Chmelnyzkyj, Derschaniwka                 | Gedenkkreuz für die Opfer des Holodomor | 2017       |
|      | Oblast Chmelnyzkyj, Didkiwzi                     | Gedenkkreuz für die Opfer des Holodomor |            |
|      | Oblast Chmelnyzkyj, Horodok                      | Mahnmal für die Opfer des Holodomor | 1995       |
|      | Oblast Chmelnyzkyj, Hretschana                   | Mahnmal für die Opfer des Holodomor |            |
|      | Oblast Chmelnyzkyj, Hwardijske                   | Gedenkkreuz für die Opfer des Holodomor |            |
|      | Oblast Chmelnyzkyj, Irschyky                     | Gedenkkreuz für die Opfer des Holodomor | 2008       |
|      | Oblast Chmelnyzkyj, Isjaslaw                     | Mahnmal für die Opfer des Holodomor | 2008       |
|      | Oblast Chmelnyzkyj, Jarmolynzi                   | Mahnmal für die Opfer des Holodomor | 2008       |
|      | Oblast Chmelnyzkyj, Kadyjiwka                    | Mahnmal für die Opfer des Holodomor |            |
|      | Oblast Chmelnyzkyj, Kamjanez-Podilskyj           | Mahnmal für die Opfer des Holodomor |            |
|      | Oblast Chmelnyzkyj, Knjaschpil                   | Gedenkkreuz für die Opfer des Holodomor | 1995       |
|      | Oblast Chmelnyzkyj, Komariwka                    | Mahnmal für die Opfer des Holodomor |            |
|      | Oblast Chmelnyzkyj, Krassyliw                    | Mahnmal für die Opfer des Holodomor |            |
|      | Oblast Chmelnyzkyj, Kupil                        | Gedenkkreuz für die Opfer des Holodomor | 2007       |
|      | Oblast Chmelnyzkyj, Losuwatka                    | Mahnmal für die Opfer des Holodomor |            |
|      | Oblast Chmelnyzkyj, Malynytschi                  | Mahnmal für die Opfer des Holodomor | 2008       |
|      | Oblast Chmelnyzkyj, Manjatyn                     | Gedenkkreuz für die Opfer des Holodomor | 2008       |
|      | Oblast Chmelnyzkyj, Mazkiwzi                     | Mahnmal für die Opfer des Holodomor | 2003       |
|      | Oblast Chmelnyzkyj, Miziwzi                      | Mahnmal für die Opfer des Holodomor |            |
|      | Oblast Chmelnyzkyj, Mschanez                     | Mahnmal für die Opfer des Holodomor |            |
|      | Oblast Chmelnyzkyj, Mukscha Kytajhorodska        | Mahnmal für die Opfer des Holodomor | 1990       |
|      | Oblast Chmelnyzkyj, Nefediwzi                    | Gedenkkreuz für die Opfer des Holodomor |            |
|      | Oblast Chmelnyzkyj, Nemyrynzi                    | Gedenkkreuz für die Opfer des Holodomor |            |
|      | Oblast Chmelnyzkyj, Netischyn                    | Mahnmal für die Opfer des Holodomor |            |
|      | Oblast Chmelnyzkyj, Nowe Selo                    | Mahnmal für die Opfer des Holodomor |            |
|      | Oblast Chmelnyzkyj, Nowosilka                    | Gedenkkreuz für die Opfer des Holodomor |            |
|      | Oblast Chmelnyzkyj, Nowyj Swit                   | Gedenkkreuz für die Opfer des Holodomor | 2008       |
|      | Oblast Chmelnyzkyj, Oleksijiwka                  | Gedenkkreuz für die Opfer des Holodomor |            |
|      | Oblast Chmelnyzkyj, Oschariwka                   | Gedenkkreuz für die Opfer des Holodomor | 1989       |
|      | Oblast Chmelnyzkyj, Pachutynzi                   | Gedenkkreuz für die Opfer des Holodomor | 2003       |
|      | Oblast Chmelnyzkyj, Paniwzi                      | Gedenkkreuz für die Opfer des Holodomor | 2008       |
|      | Oblast Chmelnyzkyj, Pilnyj Oleksynez             | Mahnmal für die Opfer des Holodomor |            |
|      | Oblast Chmelnyzkyj, Plesna                       | Mahnmal für die Opfer des Holodomor | 2008       |
|      | Oblast Chmelnyzkyj, Poljany                      | Mahnmal für die Opfer des Holodomor |            |
|      | Oblast Chmelnyzkyj, Polonne                      | Mahnmal für die Opfer des Holodomor | 2006       |
|      | Oblast Chmelnyzkyj, Ponora                       | Gedenkkreuz für die Opfer des Holodomor | 2008       |
|      | Oblast Chmelnyzkyj, Pysariwka                    | Mahnmal für die Opfer des Holodomor |            |
|      | Oblast Chmelnyzkyj, Pyschky                      | Gedenkkreuz für die Opfer des Holodomor | 2003       |
|      | Oblast Chmelnyzkyj, Ripna                        | Mahnmal für die Opfer des Holodomor |            |
|      | Oblast Chmelnyzkyj, Riwky                        | Gedenkkreuz für die Opfer des Holodomor | 2008       |
|      | Oblast Chmelnyzkyj, Samtschynzi                  | Gedenkkreuz für die Opfer des Holodomor | 1994       |
|      | Oblast Chmelnyzkyj, Sawalijky                    | Mahnmal für die Opfer des Holodomor | 2008       |
|      | Oblast Chmelnyzkyj, Schabtsche                   | Gedenkkreuz für die Opfer des Holodomor | 2001       |
|      | Oblast Chmelnyzkyj, Scharowetschka               | Gedenkkreuz für die Opfer des Holodomor und Repressionen                                                                                              | 2004       |
|      | Oblast Chmelnyzkyj, Schmyrky                     | Mahnmal für die Opfer des Holodomor |            |
|      | Oblast Chmelnyzkyj, Schutschkiwzi                | Gedenkkreuz für die Opfer des Holodomor |            |
|      | Oblast Chmelnyzkyj, Selena                       | Gedenkkreuz für die Opfer des Holodomor und der politischen Repressionen                                                                              |            |
|      | Oblast Chmelnyzkyj, Slawuta                      | Mahnmal für die Opfer des Holodomor | 1994       |
|      | Oblast Chmelnyzkyj, Stawyschtsche                | Gedenkkreuz für die Opfer des Holodomor |            |
|      | Oblast Chmelnyzkyj, Smotrytsch                   | Mahnmal für die Opfer des Holodomor | 2008       |
|      | Oblast Chmelnyzkyj, Stara Pissotschna            | Gedenkkreuz für die Opfer des Holodomor |            |
|      | Oblast Chmelnyzkyj, Stara Synjawa                | Gedenkkreuz für die Opfer des Holodomor |            |
|      | Oblast Chmelnyzkyj, Stara Uschyzja               | Gedenkkreuz für die Opfer des Holodomor | 2008       |
|      | Oblast Chmelnyzkyj, Starokostjantyniw            | Mahnmal für die Opfer des Holodomor | 2008       |
|      | Oblast Chmelnyzkyj, Starokostjantyniw            | Mahnmal für die Opfer des Holodomor auf dem Iwan-Franko-Platz                                                                                         |            |
|      | Oblast Chmelnyzkyj, Struha                       | Mahnmal für die Opfer des Holodomor | 2008       |
|      | Oblast Chmelnyzkyj, Stryhany                     | Gedenkkreuz für die Opfer des Holodomor |            |
|      | Oblast Chmelnyzkyj, Sutkiwzi                     | Mahnmal für die Opfer des Holodomor |            |
|      | Oblast Chmelnyzkyj, Swjatez                      | Gedenkkreuz für die Opfer des Holodomor |            |
|      | Oblast Chmelnyzkyj, Traulyn                      | Mahnmal für die Opfer des Holodomor |            |
|      | Oblast Chmelnyzkyj, Trostjanez                   | Gedenkkreuz für die Opfer des Holodomor |            |
|      | Oblast Chmelnyzkyj, Tschemeriwzi                 | Mahnmal für die Opfer des Holodomor |            |
|      | Oblast Chmelnyzkyj, Tschetschelnyk               | Gedenkkreuz für die Opfer des Holodomor |            |
|      | Oblast Chmelnyzkyj, Wachniwzi                    | Gedenkkreuz für die Opfer des Holodomor | 2008       |
|      | Oblast Chmelnyzkyj, Waskiwzi                     | Mahnmal für die Opfer des Holodomor | 1995       |
|      | Oblast Chmelnyzkyj, Welykosalissja               | Gedenkkreuz für die Opfer des Holodomor |            |
|      | Oblast Chmelnyzkyj, Wijtiwzi                     | Gedenkkreuz für die Opfer des Holodomor | 2008       |
|      | Oblast Chmelnyzkyj, Wodytschky                   | Mahnmal für die Opfer des Holodomor | 2008       |
|      | Oblast Chmelnyzkyj, Wolotschysk                  | Gedenkkreuz für die Opfer des Holodomor | 1993       |
|      | Oblast Chmelnyzkyj, Woroniwzi                    | Gedenkkreuz für die Opfer des Holodomor | 2008       |
|      | Oblast Chmelnyzkyj, Wotschkiwzi                  | Mahnmal für die Opfer des Holodomor | 2007       |
|      | Oblast Chmelnyzkyj, Wydawa                       | Mahnmal für die Opfer des Holodomor |            |
|      | Oblast Chmelnyzkyj, Zymbaliwka                   | Gedenkstein für die Opfer des Holodomor |            |
|      | Oblast Dnipropetrowsk, Auly                      | Gedenkkreuz für die Opfer des Holodomor |            |
|      | Oblast Dnipropetrowsk, Bohdaniwka                | Mahnmal für die Opfer des Holodomor |            |
|      | Oblast Dnipropetrowsk, Dnipro                    | Gedenkkreuz für die Opfer des Holodomor | 2006       |
|      | Oblast Dnipropetrowsk, Dnipro                    | Mahnmal für die Opfer des Holodomor | 2008       |
|      | Oblast Dnipropetrowsk, Dniprowske                | Gedenkkreuz für die Opfer des Holodomor | 1993       |
|      | Oblast Dnipropetrowsk, Jelysawetiwka             | Gedenkkreuz für die Opfer des Holodomor |            |
|      | Oblast Dnipropetrowsk, Kamjanka                  | Gedenkkreuz für die Opfer des Holodomor |            |
|      | Oblast Dnipropetrowsk, Kamjanske                 | Mahnmal für die Opfer des Holodomor | 1997       |
|      | Oblast Dnipropetrowsk, Krynytschky               | Mahnmal für die Opfer des Holodomor |            |
|      | Oblast Dnipropetrowsk, Krywyj Rih                | Mahnmal für die Opfer des Holodomor und der politischen Repressionen                                                                                  | 2008       |
|      | Oblast Dnipropetrowsk, Krywyj Rih                | Gedenkkreuz für die Opfer des Holodomor | 2007       |
|      | Oblast Dnipropetrowsk, Krywyj Rih                | Mahnmal für die Opfer des Holodomor | 2006       |
|      | Oblast Dnipropetrowsk, Lobojkiwka                | Mahnmal für die Opfer des Holodomor |            |
|      | Oblast Dnipropetrowsk, Marhanez                  | Mahnmal für die Opfer des Holodomor |            |
|      | Oblast Dnipropetrowsk, Meschowa                  | Gedenkstein für die Opfer des Holodomor |            |
|      | Oblast Dnipropetrowsk, Nowokyjiwka               | Mahnmal für die Opfer des Holodomor |            |
|      | Oblast Dnipropetrowsk, Nowopidkrjasch            | Gedenkkreuz für die Opfer des Holodomor |            |
|      | Oblast Dnipropetrowsk, Otscheretuwate            | Gedenkkreuz für die Opfer des Holodomor |            |
|      | Oblast Dnipropetrowsk, Pereschtschepyne          | Gedenkkreuz für die Opfer des Holodomor | 2007       |
|      | Oblast Dnipropetrowsk, Pjatychatky               | Mahnmal für die Opfer des Holodomor | 1990       |
|      | Oblast Dnipropetrowsk, Pokrowske                 | Gedenkkreuz für die Opfer des Holodomor |            |
|      | Oblast Dnipropetrowsk, Schemtschuschne           | Gedenkkreuz für die Opfer des Holodomor |            |
|      | Oblast Dnipropetrowsk, Schewtschenkiwka          | Gedenkkreuz für die Opfer des Holodomor |            |
|      | Oblast Dnipropetrowsk, Scholochowe               | Gedenkkreuz für die Opfer des Holodomor |            |
|      | Oblast Dnipropetrowsk, Schowti Wody              | Mahnmal für die Opfer des Holodomor | 2003       |
|      | Oblast Dnipropetrowsk, Schyroke                  | Mahnmal für die Opfer des Holodomor | 1993       |
|      | Oblast Dnipropetrowsk, Schyroke                  | Denkmal für die Kinder des Waisenhauses, die dem Holodomor zum Opfer fielen                                                                           | 2004       |
|      | Oblast Dnipropetrowsk, Sofijiwka                 | Gedenkkreuz für die Opfer des Holodomor |            |
|      | Oblast Dnipropetrowsk, Synelnykowe               | Gedenkkreuz für die Opfer des Holodomor |            |
|      | Oblast Dnipropetrowsk, Tschernetschtschyna       | Gedenkkreuz für die Opfer des Holodomor |            |
|      | Oblast Dnipropetrowsk, Terniwka                  | Mahnmal für die Opfer des Holodomor |            |
|      | Oblast Dnipropetrowsk, Wassylkiwka               | Gedenkkreuz für die Opfer des Holodomor |            |
|      | Oblast Dnipropetrowsk, Werchnjodniprowsk         | Mahnmal für die Opfer des Holodomor |            |
|      | Oblast Donezk, Blahodatne                        | Mahnmal für die Opfer des Holodomor | 2008       |
|      | Oblast Donezk, Bylbassiwka                       | Gedenkstein für die Opfer des Holodomor |            |
|      | Oblast Donezk, Debalzewe                         | Gedenkstein für die Opfer des Holodomor | 2008       |
|      | Oblast Donezk, Dobropillja                       | Gedenkkreuz für die Opfer des Holodomor | 2007       |
|      | Oblast Donezk, Dokutschajewsk                    | Gedenkstein für die Opfer des Holodomor |            |
|      | Oblast Donezk, Donezk                            | Gedenkstein für die Opfer des Holodomor | 2008       |
|      | Oblast Donezk, Horliwka                          | Gedenktafel für die Opfer des Holodomor und der politischen Repression                                                                                |            |
|      | Oblast Donezk, Hrekowo-Oleksandriwka             | Gedenkstein für die Opfer des Holodomor | 2008       |
|      | Oblast Donezk, Jassynuwata                       | Gedenkkreuz für die Opfer des Holodomor |            |
|      | Oblast Donezk, Jenakijewe                        | Gedenkkreuz für die Opfer des Holodomor |            |
|      | Oblast Donezk, Konkowe                           | Gedenkstein für die Opfer des Holodomor | 2008       |
|      | Oblast Donezk, Kramatorsk                        | Mahnmal für die Opfer des Holodomor | 2007       |
|      | Oblast Donezk, Kusnezowo-Mychajliwka             | Mahnmal für die Opfer des Holodomor | 2007       |
|      | Oblast Donezk, Lyman                             | Mahnmal für die Opfer des Holodomor |            |
|      | Oblast Donezk, Mariupol                          | Mahnmal für die Opfer des Holodomor und der politischen Repressionen. Das Denkmal wurde 2022 nach dem russischen Überfall auf die Ukraine abgerissen. | 2004       |
|      | Oblast Donezk, Mykilske                          | Gedenkstein für die Opfer des Holodomor | 2008       |
|      | Oblast Donezk, Pokrowsk                          | Mahnmal für die Opfer des Holodomor |            |
|      | Oblast Donezk, Rubzi                             | Gedenkkreuz für die Opfer des Holodomor | 1993       |
|      | Oblast Donezk, Selydowe                          | Mahnmal für die Opfer des Holodomor |            |
|      | Oblast Donezk, Siwersk                           | Gedenkkreuz für die Opfer des Holodomor |            |
|      | Oblast Donezk, Snischne                          | Mahnmal für die Opfer des Holodomor und politischen Repressionen                                                                                      | 2007       |
|      | Oblast Donezk, Torezk                            | Gedenkkreuz für die Opfer des Holodomor | 2008       |
|      | Oblast Donezk, Wolnowacha                        | Gedenkstein für die Opfer des Holodomor |            |
|      | Oblast Iwano-Frankiwsk, Mysliw                   | Gedenkkreuz für die Opfer des Holodomor |            |
|      | Oblast Iwano-Frankiwsk, Nadwirna                 | Gedenktafel für die Opfer des Holodomor |            |
|      | Oblast Kirowohrad, Bowtyschka                    | Gedenkkreuz für die Opfer des Holodomor |            |
|      | Oblast Kirowohrad, Dobrowelytschkiwka            | Mahnmal für die Opfer des Holodomor |            |
|      | Oblast Kirowohrad, Holowaniwsk                   | Gedenkkreuz für die Opfer des Holodomor |            |
|      | Oblast Kirowohrad, Hruske                        | Gedenkstein für die Opfer des Holodomor |            |
|      | Oblast Kirowohrad, Kropywnyzke                   | Gedenkkreuz für die Opfer des Holodomor | 2008       |
|      | Oblast Kirowohrad, Kropywnyzkyj                  | Mahnmal für die Opfer des Holodomor | 2016       |
|      | Oblast Kirowohrad, Kuza Balka                    | Gedenktafel für die Opfer des Holodomor |            |
|      | Oblast Kirowohrad, Mala Wilschanka               | Gedenkkreuz für die Opfer des Holodomor |            |
|      | Oblast Kirowohrad, Nowoukrajinka                 | Mahnmal für die Opfer des Holodomor | 2003       |
|      | Oblast Kirowohrad, Nowoukrajinka                 | Gedenkstein für die Opfer des Holodomor auf dem Friedhof                                                                                              | 1990       |
|      | Oblast Kirowohrad, Snamjanka                     | Gedenktafel für die Opfer des Holodomor |            |
|      | Oblast Kirowohrad, Solomija                      | Mahnmal für die Opfer des Holodomor |            |
|      | Oblast Kirowohrad, Swirnewe                      | Mahnmal für die Opfer des Holodomor |            |
|      | Oblast Kirowohrad, Welyka Skeljowa               | Gedenkkreuz für die Opfer des Holodomor |            |
|      | Oblast Kirowohrad, Welyka Wyska                  | Mahnmal für die Opfer des Holodomor | 2024       |
|      | Oblast Kirowohrad, Werschyno-Kamjanka            | Gedenkkreuz für die Opfer des Holodomor |            |
|      | Oblast Kiew, Andrijiwka (Butscha)                | Mahnmal für die Opfer des Holodomor. Beschädigt während der russischen Okkupation in 2022.                                                            | 2006       |
|      | Oblast Kiew, Bakaly                              | Gedenkkreuz für die Opfer des Holodomor | 1998       |
|      | Oblast Kiew, Balyko-Schtschutschynka             | Gedenkkreuz für die Opfer des Holodomor | 1993       |
|      | Oblast Kiew, Barachty                            | Mahnmal für die Opfer des Holodomor |            |
|      | Oblast Kiew, Beresan                             | Mahnmal für die Opfer des Holodomor | 1993       |
|      | Oblast Kiew, Besidka                             | Gedenkkreuz für die Opfer des Holodomor |            |
|      | Oblast Kiew, Besuhliwka                          | Mahnmal für die Opfer des Holodomor und der politischen Repressionen                                                                                  |            |
|      | Oblast Kiew, Bila Zerkwa                         | Mahnmal für die Opfer des Holodomor | 1993       |
|      | Oblast Kiew, Bilytschi                           | Gedenkkreuz für die Opfer des Holodomor |            |
|      | Oblast Kiew, Bohdaniwka                          | Gedenkkreuz für die Opfer des Holodomor | 1993       |
|      | Oblast Kiew, Bojarka                             | Gedenkstein für die Opfer des Holodomor, Repressionen und Tschornobyl                                                                                 | 2004       |
|      | Oblast Kiew, Boriwka                             | Mahnmal für die Opfer des Holodomor |            |
|      | Oblast Kiew, Borodjanka                          | Gedenkkreuz für die Opfer des Holodomor | 1990       |
|      | Oblast Kiew, Borodjanka                          | Mahnmal für die Opfer des Holodomor | 2008       |
|      | Oblast Kiew, Borowa                              | Mahnmal für die Opfer des Holodomor | 2003       |
|      | Oblast Kiew, Boryspil                            | Mahnmal für die Opfer des Holodomor | 2011       |
|      | Oblast Kiew, Browary                             | Gedenkkreuz für die Opfer des Holodomor | 2008       |
|      | Oblast Kiew, Browary                             | Mahnmal für die Opfer des Holodomor | 2008       |
|      | Oblast Kiew, Burkiwzi                            | Mahnmal für die Opfer des Holodomor |            |
|      | Oblast Kiew, Burty                               | Mahnmal für die Opfer des Holodomor | 1991       |
|      | Oblast Kiew, Bykowa Hreblja                      | Gedenkkreuz für die Opfer des Holodomor | 1993       |
|      | Oblast Kiew, Chmeliwka                           | Mahnmal für die Opfer des Holodomor |            |
|      | Oblast Kiew, Chrapatschi                         | Gedenkkreuz für die Opfer des Holodomor | 1991       |
|      | Oblast Kiew, Danyliwka                           | Mahnmal für die Opfer des Holodomor | 1995       |
|      | Oblast Kiew, Denychiwka                          | Gedenkkreuz für die Opfer des Holodomor |            |
|      | Oblast Kiew, Druschnja                           | Gedenkkreuz für die Opfer des Holodomor | 2003       |
|      | Oblast Kiew, Dswenjatsche                        | Gedenkkreuz für die Opfer des Holodomor |            |
|      | Oblast Kiew, Fasowa                              | Gedenkkreuz für die Opfer des Holodomor |            |
|      | Oblast Kiew, Fastiwez                            | Mahnmal für die Opfer des Holodomor |            |
|      | Oblast Kiew, Fastiwka                            | Gedenkkreuz für die Opfer des Holodomor | 1993       |
|      | Oblast Kiew, Fursy                               | Mahnmal für die Opfer des Holodomor | 2001       |
|      | Oblast Kiew, Iwankiw                             | Gedenkkreuz für die Opfer des Holodomor |            |
|      | Oblast Kiew, Iwankiw                             | Gedenkkapelle für die Opfer des Holodomor |            |
|      | Oblast Kiew, Jabluniwka                          | Mahnmal für die Opfer des Holodomor |            |
|      | Oblast Kiew, Jachny (Obuchiw)                    | Mahnmal für die Opfer des Holodomor | 2016       |
|      | Oblast Kiew, Jaseniwka                           | Gedenkkreuz für die Opfer des Holodomor |            |
|      | Oblast Kiew, Jossypiwka                          | Gedenkkreuz für die Opfer des Holodomor | 2001       |
|      | Oblast Kiew, Halajky                             | Mahnmal für die Opfer des Holodomor |            |
|      | Oblast Kiew, Hawryliwka                          | Gedenkkreuz für die Opfer des Holodomor |            |
|      | Oblast Kiew, Hluschky                            | Mahnmal für die Opfer des Holodomor | 1993       |
|      | Oblast Kiew, Hnidyn                              | Gedenkkreuz für die Opfer des Holodomor |            |
|      | Oblast Kiew, Horochowe                           | Mahnmal für die Opfer des Holodomor |            |
|      | Oblast Kiew, Hostrolutschtschja                  | Gedenkkreuz für die Opfer des Holodomor |            |
|      | Oblast Kiew, Hrebinky                            | Gedenkkreuz für die Opfer des Holodomor | 2008       |
|      | Oblast Kiew, Hruske                              | Gedenkkreuz für die Opfer des Holodomor |            |
|      | Oblast Kiew, Kaharlyk                            | Gedenkkreuz für die Opfer des Holodomor | 1993       |
|      | Oblast Kiew, Kalyniwka                           | Gedenkkreuz für die Opfer des Holodomor |            |
|      | Oblast Kiew, Kalynowe                            | Mahnmal für die Opfer des Holodomor | 1993       |
|      | Oblast Kiew, Kapustynzi                          | Mahnmal für die Opfer des Holodomor |            |
|      | Oblast Kiew, Karapyschi                          | Gedenkkreuz für die Opfer des Holodomor | 2000       |
|      | Oblast Kiew, Kiew                                | Mahnmal für die Opfer des Holodomor | 1993       |
|      | Oblast Kiew, Kiew                                | Gedenkstätte | 2008       |
|      | Oblast Kiew, Kiew                                | Gedenkkreuz für die Opfer des Holodomor 1932–1933 aus dem Dorf Bratska Borschtschahiwka                                                               |            |
|      | Oblast Kiew, Kiew                                | Gedenkkreuz für die Opfer des Holodomor 1932–1933 im Rajon Darnyzja                                                                                   |            |
|      | Oblast Kiew, Klechiwka                           | Denkmal für die Opfer des Holodomor | 2001       |
|      | Oblast Kiew, Kljuky                              | Gedenkkreuz für die Opfer des Holodomor |            |
|      | Oblast Kiew, Kornijiwka                          | Gedenkkreuz für die Opfer des Holodomor | 2007       |
|      | Oblast Kiew, Kossiwka                            | Mahnmal für die Opfer des Holodomor | 1993       |
|      | Oblast Kiew, Kosyn (Obuchiw)                     | Gedenkkreuz für die Opfer des Holodomor | 2007       |
|      | Oblast Kiew, Krassyliwka                         | Mahnmal für die Opfer des Holodomor |            |
|      | Oblast Kiew, Krasne (Bila Zerkwa)                | Gedenkkreuz für die Opfer des Holodomor | 1997       |
|      | Oblast Kiew, Kyschtschynzi                       | Gedenkkreuz für die Opfer des Holodomor |            |
|      | Oblast Kiew, Leoniwka                            | Gedenkkreuz für die Opfer des Holodomor | 1993       |
|      | Oblast Kiew, Ljutisch                            | Mahnmal für die Opfer des Holodomor |            |
|      | Oblast Kiew, Lohwyn                              | Mahnmal für die Opfer des Holodomor | 1990       |
|      | Oblast Kiew, Ludwyniwka                          | Gedenkkreuz für die Opfer des Holodomor |            |
|      | Oblast Kiew, Lypowez                             | Gedenkkreuz für die Opfer des Holodomor | 1993       |
|      | Oblast Kiew, Makariw                             | Mahnmal für die Opfer des Holodomor |            |
|      | Oblast Kiew, Makijiwka                           | Gedenkkreuz für die Opfer des Holodomor | 1994       |
|      | Oblast Kiew, Mala Skwyrka                        | Gedenkkreuz für die Opfer des Holodomor | 1993       |
|      | Oblast Kiew, Mala Wilschanka                     | Gedenkkreuz für die Opfer des Holodomor | 1998       |
|      | Oblast Kiew, Marmulijiwka                        | Mahnmal für die Opfer des Holodomor |            |
|      | Oblast Kiew, Masepynzi                           | Mahnmal für die Opfer des Holodomor | 2002       |
|      | Oblast Kiew, Musytschi                           | Mahnmal für die Opfer des Holodomor |            |
|      | Oblast Kiew, Myriwka                             | Mahnmal für die Opfer des Holodomor | 2018       |
|      | Oblast Kiew, Myroniwka                           | Mahnmal für die Opfer des Holodomor |            |
|      | Oblast Kiew, Nebelyzja                           | Mahnmal für die Opfer des Holodomor |            |
|      | Oblast Kiew, Nenadycha                           | Gedenkkreuz für die Opfer des Holodomor |            |
|      | Oblast Kiew, Nowi Petriwzi                       | Mahnmal für die Opfer des Holodomor |            |
|      | Oblast Kiew, Obuchiw                             | Mahnmal für die Opfer des Holodomor | 2008       |
|      | Oblast Kiew, Oleniwka                            | Mahnmal für die Opfer des Holodomor | 1998       |
|      | Oblast Kiew, Orichowez                           | Mahnmal für die Opfer des Holodomor | 1994       |
|      | Oblast Kiew, Oserschtschyna                      | Gedenkkreuz für die Opfer des Holodomor | 1994       |
|      | Oblast Kiew, Parchomiwka                         | Mahnmal für die Opfer des Holodomor | 1992       |
|      | Oblast Kiew, Perejaslaw                          | Gedenkkreuz für die Opfer des Holodomor |            |
|      | Oblast Kiew, Pischtschana                        | Mahnmal für die Opfer des Holodomor | 1994       |
|      | Oblast Kiew, Pjatyhory                           | Gedenkkreuz für die Opfer des Holodomor |            |
|      | Oblast Kiew, Plessezke                           | Gedenkkreuz für die Opfer des Holodomor | 1993       |
|      | Oblast Kiew, Polkownytsche                       | Gedenkkreuz für die Opfer des Holodomor |            |
|      | Oblast Kiew, Potijiwka                           | Mahnmal für die Opfer des Holodomor | 1990       |
|      | Oblast Kiew, Pustowity                           | Mahnmal für die Opfer des Holodomor | 1989       |
|      | Oblast Kiew, Putriwka                            | Gedenkkreuz für die Opfer des Holodomor | 2008       |
|      | Oblast Kiew, Pylyptscha                          | Gedenkkreuz für die Opfer des Holodomor | 1997       |
|      | Oblast Kiew, Rajkiwschtchyna                     | Mahnmal für die Opfer des Holodomor |            |
|      | Oblast Kiew, Rokytne                             | Mahnmal für die Opfer des Holodomor |            |
|      | Oblast Kiew, Roskischna                          | Gedenkkreuz für die Opfer des Holodomor |            |
|      | Oblast Kiew, Rubtschenky                         | Mahnmal für die Opfer des Holodomor | 1993       |
|      | Oblast Kiew, Rude Selo                           | Mahnmal für die Opfer des Holodomor | 1992       |
|      | Oblast Kiew, Rudnja                              | Gedenkkreuz für die Opfer des Holodomor |            |
|      | Oblast Kiew, Sassupojiwka                        | Gedenkkreuz für die Opfer des Holodomor | 1993       |
|      | Oblast Kiew, Sasymja                             | Mahnmal für die Opfer des Holodomor |            |
|      | Oblast Kiew, Sawadiwka                           | Mahnmal für die Opfer des Holodomor | 1993       |
|      | Oblast Kiew, Schkariwka                          | Mahnmal für die Opfer des Holodomor | 1993       |
|      | Oblast Kiew, Schpendiwka                         | Gedenkkreuz für die Opfer des Holodomor | 2000       |
|      | Oblast Kiew, Schpyli                             | Mahnmal für die Opfer des Holodomor | 1993       |
|      | Oblast Kiew, Schytni Hory                        | Mahnmal für die Opfer des Holodomor |            |
|      | Oblast Kiew, Selyschtsche                        | Gedenkkreuz für die Opfer des Holodomor |            |
|      | Oblast Kiew, Skerbyschi                          | Gedenkkreuz für die Opfer des Holodomor | 1991       |
|      | Oblast Kiew, Sokoliwka                           | Mahnmal für die Opfer des Holodomor | 1993       |
|      | Oblast Kiew, Sosnowa                             | Gedenkkreuz für die Opfer des Holodomor |            |
|      | Oblast Kiew, Stadnyzja                           | Mahnmal für die Opfer des Holodomor |            |
|      | Oblast Kiew, Stajky                              | Mahnmal für die Opfer des Holodomor | 2008       |
|      | Oblast Kiew, Stawyschtsche                       | Mahnmal für die Opfer des Holodomor |            |
|      | Oblast Kiew, Stepowe                             | Mahnmal für die Opfer des Holodomor |            |
|      | Oblast Kiew, Swynojidy                           | Gedenkkreuz für die Opfer des Holodomor | 2008       |
|      | Oblast Kiew, Tarassiwka                          | Gedenkkreuz für die Opfer des Holodomor | 1993       |
|      | Oblast Kiew, Tarhan                              | Mahnmal für die Opfer des Holodomor | 2008       |
|      | Oblast Kiew, Tschernjachiw (Obuchiw)             | Mahnmal für die Opfer des Holodomor |            |
|      | Oblast Kiew, Telischynzi                         | Gedenkkreuz für die Opfer des Holodomor |            |
|      | Oblast Kiew, Teresyne                            | Gedenkkreuz für die Opfer des Holodomor | 1988       |
|      | Oblast Kiew, Tetijiw                             | Mahnmal für die Opfer des Holodomor |            |
|      | Oblast Kiew, Tomyliwka                           | Mahnmal für die Opfer des Holodomor | 1990       |
|      | Oblast Kiew, Tortschyzja                         | Mahnmal für die Opfer des Holodomor |            |
|      | Oblast Kiew, Truschky                            | Gedenkkreuz für die Opfer des Holodomor | 1993       |
|      | Oblast Kiew, Tscherepyn                          | Gedenkkreuz für die Opfer des Holodomor |            |
|      | Oblast Kiew, Tschernjachiw                       | Mahnmal für die Opfer des Holodomor | 1992       |
|      | Oblast Kiew, Tschwerwone                         | Gedenkkreuz für die Opfer des Holodomor |            |
|      | Oblast Kiew, Tschupyra                           | Gedenkkreuz für die Opfer des Holodomor | 1993       |
|      | Oblast Kiew, Usyn                                | Gedenkkreuz für die Opfer des Holodomor | 1993       |
|      | Oblast Kiew, Wassylkiw                           | Mahnmal für die Opfer des Holodomor | 1993       |
|      | Oblast Kiew, Welyka Motywyliwka                  | Gedenkstein für die Opfer des Holodomor |            |
|      | Oblast Kiew, Welyki Dmytrowytschi                | Mahnmal für die Opfer des Holodomor | 1993       |
|      | Oblast Kiew, Welykyj Karaschyn                   | Mahnmal für die Opfer des Holodomor |            |
|      | Oblast Kiew, Welyki Prizky                       | Gedenkkreuz für die Opfer des Holodomor |            |
|      | Oblast Kiew, Welykyj Krupil                      | Mahnmal für die Opfer des Holodomor |            |
|      | Oblast Kiew, Wepryk                              | Gedenkkreuz für die Opfer des Holodomor | 1999       |
|      | Oblast Kiew, Wolodarka                           | Mahnmal für die Opfer des Holodomor | 1990       |
|      | Oblast Kiew, Wolyzja                             | Gedenkkreuz für die Opfer des Holodomor | 1999       |
|      | Oblast Kiew, Wynariwka                           | Gedenkkreuz für die Opfer des Holodomor |            |
|      | Oblast Kiew, Wypowsky                            | Mahnmal für die Opfer des Holodomor | 2000       |
|      | Oblast Kiew, Wyschhorod                          | Mahnmal für die Opfer des Holodomor | 2008       |
|      | Oblast Kiew, Wyschnewe                           | Gedenkkreuz für die Opfer des Holodomor |            |
|      | Oblast Kiew, Wysoke                              | Mahnmal für die Opfer des Holodomor |            |
|      | Oblast Luhansk, Altschewsk                       | Gedenkstein für die Opfer des Holodomor | 2008       |
|      | Oblast Luhansk, Arapiwka                         | Mahnmal für die Opfer des Holodomor |            |
|      | Oblast Luhansk, Bahatschka                       | Gedenkkreuz für die Opfer des Holodomor | 2007       |
|      | Oblast Luhansk, Balka Schurawka                  | Gedenkkreuz für die Opfer des Holodomor |            |
|      | Oblast Luhansk, Biloluzk                         | Gedenkkreuz für die Opfer des Holodomor | 2008       |
|      | Oblast Luhansk, Demyno-Oleksandriwka             | Mahnmal für die Opfer des Holodomor | 2007       |
|      | Oblast Luhansk, Heorhijiwka                      | Gedenkstein für die Opfer des Holodomor | 2008       |
|      | Oblast Luhansk, Husijiwka                        | Gedenkkreuz für die Opfer des Holodomor |            |
|      | Oblast Luhansk, Jepyfaniwka                      | Gedenkkreuz für die Opfer des Holodomor |            |
|      | Oblast Luhansk, Kamjanka (Starobilsk, Nowopskow) | Gedenkkreuz für die Opfer des Holodomor | 2008       |
|      | Oblast Luhansk, Konopljaniwka                    | Gedenkkreuz für die Opfer des Holodomor | 2008       |
|      | Oblast Luhansk, Klymiwka                         | Gedenkkreuz für die Opfer des Holodomor |            |
|      | Oblast Luhansk, Krasnoritschenske                | Gedenkkreuz für die Opfer des Holodomor |            |
|      | Oblast Luhansk, Kreminna                         | Gedenkkreuz für die Opfer des Holodomor | 2005       |
|      | Oblast Luhansk, Lantratiwka                      | Mahnmal für die Opfer des Holodomor |            |
|      | Oblast Luhansk, Luhansk                          | Mahnmal für die Opfer des Holodomor. Das Denkmal wurde 2024 nach dem russischen Überfall auf die Ukraine abgerissen.                                  | 2008       |
|      | Oblast Luhansk, Lutuhyne                         | Gedenkstein für die Opfer des Holodomor | 2007       |
|      | Oblast Luhansk, Lyssytschansk                    | Mahnmal für die Opfer des Holodomor | 1990       |
|      | Oblast Luhansk, Metalist                         | Gedenkkreuz für die Opfer des Holodomor | 2008       |
|      | Oblast Luhansk, Mychajliwka                      | Gedenkkreuz für die Opfer des Holodomor | 2008       |
|      | Oblast Luhansk, Nowoajdar                        | Mahnmal für die Opfer des Holodomor | 1993       |
|      | Oblast Luhansk, Nowomykilske                     | Gedenkkreuz für die Opfer des Holodomor |            |
|      | Oblast Luhansk, Nowosnamjanka                    | Mahnmal für die Opfer des Holodomor | 2007       |
|      | Oblast Luhansk, Popasna                          | Mahnmal für die Opfer des Holodomor |            |
|      | Oblast Luhansk, Rajhorodka (Swatowe)             | Denkmal für Iwan Krawtschenko, ermordert während der Kollektivierung                                                                                  |            |
|      | Oblast Luhansk, Samsoniwka                       | Gedenkkreuz für die Opfer des Holodomor | 2008       |
|      | Oblast Luhansk, Siwerskodonezk                   | Gedenkkapelle für die Opfer des Holodomor | 2008       |
|      | Oblast Luhansk, Stachanow                        | Gedenkkreuz für die Opfer des Holodomor | 2008       |
|      | Oblast Luhansk, Starobilsk                       | Gedenkkreuz für die Opfer des Holodomor |            |
|      | Oblast Luhansk, Swatowe                          | Mahnmal für die Opfer des Holodomor | 2007       |
|      | Oblast Luhansk, Terniwka                         | Gedenkkreuz für die Opfer des Holodomor | 2008       |
|      | Oblast Luhansk, Warwariwka                       | Gedenkkreuz für die Opfer des Holodomor |            |
|      | Oblast Luhansk, Welyka Tschernihiwka             | Mahnmal für die Opfer des Holodomor | 2008       |
|      | Oblast Luhansk, Welykyj Suchodil                 | Gedenkkreuz für die Opfer des Holodomor | 2008       |
|      | Oblast Luhansk, Wrubiwskyj                       | Gedenkstein für die Opfer des Holodomor | 2008       |
|      | Oblast Lwiw, Lwiw                                | Mahnmal für die Opfer des Holodomor und Deportationen                                                                                                 | 2007       |
|      | Oblast Lwiw, Sambir                              | Mahnmal für die Opfer des Holodomor |            |
|      | Oblast Lwiw, Schowkwa                            | Mahnmal für die Opfer des Holodomor |            |
|      | Oblast Mykolajiw, Adamiwka                       | Mahnmal für die Opfer des Holodomor | 2008       |
|      | Oblast Mykolajiw, Baschtanka                     | Mahnmal für die Opfer des Holodomor | 2008       |
|      | Oblast Mykolajiw, Beresanka                      | Mahnmal für die Opfer des Holodomor | 2007       |
|      | Oblast Mykolajiw, Beresnehuwate                  | Mahnmal für die Opfer des Holodomor | 2007       |
|      | Oblast Mykolajiw, Bohemka                        | Gedenktafel für die Opfer des Holodomor | 2008       |
|      | Oblast Mykolajiw, Chrystoforiwka (Baschtanka)    | Mahnmal für die Opfer des Holodomor | 2007       |
|      | Oblast Mykolajiw, Domaniwka                      | Mahnmal für die Opfer des Holodomor | 2008       |
|      | Oblast Mykolajiw, Jelanez                        | Gedenkapelle für die Opfer des Holodomor | 2007       |
|      | Oblast Mykolajiw, Kasanka                        | Mahnmal für die Opfer des Holodomor | 2006       |
|      | Oblast Mykolajiw, Kysseliwka                     | Gedenkstein für die Opfer des Holodomor | 2008       |
|      | Oblast Mykolajiw, Lyssa Hora                     | Mahnmal für die Opfer des Holodomor | 2008       |
|      | Oblast Mykolajiw, Mychajlo-Laryne                | Mahnmal für die Opfer des Holodomor | 2008       |
|      | Oblast Mykolajiw, Nowa Odessa                    | Gedenkkreuz für die Opfer des Holodomor |            |
|      | Oblast Mykolajiw, Nowoiwaniwka                   | Gedenktafel für die Opfer des Holodomor | 2007       |
|      | Oblast Mykolajiw, Nowooleksandriwka              | Mahnmal für die Opfer des Holodomor | 1991       |
|      | Oblast Mykolajiw, Nowoserhijiwka                 | Mahnmal für die Opfer des Holodomor | 2008       |
|      | Oblast Mykolajiw, Nowowassyliwka                 | Gedenktafel für die Opfer des Holodomor | 2008       |
|      | Oblast Mykolajiw, Mykolajiw                      | Mahnmal für die Opfer des Holodomor | 1993       |
|      | Oblast Mykolajiw, Pawliwka                       | Mahnmal für die Opfer des Holodomor |            |
|      | Oblast Mykolajiw, Pidlisne                       | Gedenktafel für die Opfer des Holodomor |            |
|      | Oblast Mykolajiw, Pisky                          | Mahnmal für die Opfer des Holodomor | 2008       |
|      | Oblast Mykolajiw, Prybuschschja                  | Mahnmal für die Opfer des Holodomor | 2008       |
|      | Oblast Mykolajiw, Schtschaslywka                 | Gedenktafel für die Opfer des Holodomor | 2008       |
|      | Oblast Mykolajiw, Tschaussowe                    | Gedenkstein für die Opfer des Holodomor |            |
|      | Oblast Mykolajiw, Welykowesele                   | Gedenktafel für die Opfer des Holodomor | 2008       |
|      | Oblast Mykolajiw, Wojewodske                     | Mahnmal für die Opfer des Holodomor | 2008       |
|      | Oblast Mykolajiw, Wosnessensk                    | Mahnmal für die Opfer des Holodomor | 2008       |
|      | Oblast Mykolajiw, Wradijiwka                     | Gedenkkreuz für die Opfer des Holodomor | 2008       |
|      | Oblast Odessa, Ananjiw                           | Gedenkkreuz für die Opfer des Holodomor |            |
|      | Oblast Odessa, Awhustiwka                        | Mahnmal für die Opfer des Holodomor | 2008       |
|      | Oblast Odessa, Balta                             | Mahnmal für die Opfer des Holodomor |            |
|      | Oblast Odessa, Brytiwka                          | Mahnmal für die Opfer des Holodomor | 2008       |
|      | Oblast Odessa, Dobroslaw                         | Mahnmal für die Opfer des Holodomor | 2007       |
|      | Oblast Odessa, Hetmaniwka                        | Gedenkkreuz für die Opfer des Holodomor | 2008       |
|      | Oblast Odessa, Iwanowe                           | Mahnmal für die Opfer des Holodomor |            |
|      | Oblast Odessa, Kajiry                            | Mahnmal für die Opfer des Holodomor |            |
|      | Oblast Odessa, Kalyniwka                         | Mahnmal für die Opfer des Holodomor | 2008       |
|      | Oblast Odessa, Karnalijiwka                      | Gedenkkreuz für die Opfer des Holodomor | 2008       |
|      | Oblast Odessa, Kodyma                            | Mahnmal für die Opfer des Holodomor |            |
|      | Oblast Odessa, Konzeba                           | Mahnmal für die Opfer des Holodomor |            |
|      | Oblast Odessa, Kosazke (Podilsk)                 | Mahnmal für die Opfer des Holodomor |            |
|      | Oblast Odessa, Kremydiwka                        | Gedenktafel für die Opfer des Holodomor | 2008       |
|      | Oblast Odessa, Kubej                             | Mahnmal für die Opfer des Holodomor | 2022       |
|      | Oblast Odessa, Lisnytschiwka                     | Gedenkkreuz für die Opfer des Holodomor | 2007       |
|      | Oblast Odessa, Ljubaschiwka                      | Gedenkkreuz für die Opfer des Holodomor |            |
|      | Lyman (Bilhorod-Dnistrowskyj), Lyman             | Gedenktafel für die Opfer des Holodomor |            |
|      | Oblast Odessa, Markiwka                          | Mahnmal für die Opfer des Holodomor |            |
|      | Oblast Odessa, Moloha                            | Mahnmal für die Opfer des Holodomor |            |
|      | Oblast Odessa, Nowoukrajinka                     | Mahnmal für die Opfer des Holodomor |            |
|      | Oblast Odessa, Obschyle                          | Gedenkkreuz für die Opfer des Holodomor | 2008       |
|      | Oblast Odessa, Odesa                             | Mahnmal für die Opfer des Holodomor |            |
|      | Oblast Odessa, Okny                              | Mahnmal für die Opfer des Holodomor |            |
|      | Oblast Odessa, Oleksijiwka                       | Gedenkkreuz für die Opfer des Holodomor |            |
|      | Oblast Odessa, Onyskowe                          | Mahnmal für die Opfer des Holodomor | 2008       |
|      | Oblast Odessa, Perejma                           | Gedenkkreuz für die Opfer des Holodomor |            |
|      | Oblast Odessa, Pereljoty                         | Gedenkkreuz für die Opfer des Holodomor | 2008       |
|      | Oblast Odessa, Podilsk                           | Mahnmal für die Opfer des Holodomor |            |
|      | Oblast Odessa, Poljanezke                        | Gedenkkreuz für die Opfer des Holodomor | 2008       |
|      | Oblast Odessa, Posnanka Druha                    | Gedenkkreuz für die Opfer des Holodomor | 1992       |
|      | Oblast Odessa, Posnanka Perscha                  | Gedenkkreuz für die Opfer des Holodomor | 1992       |
|      | Oblast Odessa, Prymorske                         | Mahnmal für die Opfer des Holodomor | 2008       |
|      | Oblast Odessa, Rosdilna                          | Mahnmal für die Opfer des Holodomor | 2007       |
|      | Oblast Odessa, Sachariwka                        | Gedenkkreuz für die Opfer des Holodomor |            |
|      | Oblast Odessa, Saraschynka                       | Mahnmal für die Opfer des Holodomor | 2008       |
|      | Oblast Odessa, Sawran                            | Mahnmal für die Opfer des Holodomor | 1996       |
|      | Oblast Odessa, Serbka                            | Mahnmal für die Opfer des Holodomor | 2008       |
|      | Oblast Odessa, Schompoly                         | Mahnmal für die Opfer des Holodomor | 2008       |
|      | Oblast Odessa, Schyrjajewe                       | Gedenkkapelle und Gedenkstein für die Opfer des Holodomor                                                                                             | 2008       |
|      | Oblast Odessa, Tusly                             | Mahnmal für die Opfer des Holodomor | 2008       |
|      | Oblast Odessa, Tymkowe                           | Gedenkkreuz für die Opfer des Holodomor |            |
|      | Oblast Poltawa, Abasiwka                         | Gedenkkreuz für die Opfer des Holodomor |            |
|      | Oblast Poltawa, Beresiwka (Hrebinka)             | Gedenkkreuz für die Opfer des Holodomor |            |
|      | Oblast Poltawa, Chorol                           | Gedenkkreuz für die Opfer des Holodomor |            |
|      | Oblast Poltawa, Jaresky                          | Mahnmal für die Opfer des Holodomor |            |
|      | Oblast Poltawa, Hoschuly                         | Mahnmal für die Opfer des Holodomor |            |
|      | Oblast Poltawa, Hradysk                          | Mahnmal für die Opfer des Holodomor |            |
|      | Oblast Poltawa, Hrebinka                         | Mahnmal für die Opfer des Holodomor | 1992       |
|      | Oblast Poltawa, Hryhoriwka (Lubny)               | Gedenkkreuz für die Opfer des Holodomor | 2006       |
|      | Oblast Poltawa, Kalenyky (Poltawa)               | Mahnmal für die Opfer des Holodomor | 1993       |
|      | Oblast Poltawa, Kamjani Potoky                   | Mahnmal für die Opfer des Holodomor | 2008       |
|      | Oblast Poltawa, Krementschuk                     | Gedenkstein für die Opfer des Holodomor in Gedenkanlage Opfer des Holocaust                                                                           |            |
|      | Oblast Poltawa, Krementschuk                     | Mahnmal für die Opfer des Holodomor auf dem Friedhof in der Betonstraße                                                                               |            |
|      | Oblast Poltawa, Kyjaschky                        | Gedenkkreuz für die Opfer des Holodomor |            |
|      | Oblast Poltawa, Ljutenka                         | Mahnmal für die Opfer des Holodomor |            |
|      | Oblast Poltawa, Lobatschi                        | Mahnmal für die Opfer des Holodomor | 1990       |
|      | Oblast Poltawa, Lochwyzja                        | Gedenkkapelle für die Opfer des Holodomor |            |
|      | Oblast Poltawa, Lubny                            | Kurgan der Trauer | 1993       |
|      | Oblast Poltawa, Lutajka (Hrebinka)               | Gedenkkreuz für die Opfer des Holodomor | 2006       |
|      | Oblast Poltawa, Manschelija                      | Gedenkkreuz für die Opfer des Holodomor | 1993       |
|      | Oblast Poltawa, Markiwka                         | Gedenkkreuz für die Opfer des Holodomor |            |
|      | Oblast Poltawa, Mjakenkiwka                      | Gedenkkreuz für die Opfer des Holodomor |            |
|      | Oblast Poltawa, Myrhorod                         | Mahnmal für die Opfer des Holodomor |            |
|      | Oblast Poltawa, Naderschynschtschyna             | Mahnmal für die Opfer des Holodomor |            |
|      | Oblast Poltawa, Nechworoschtscha                 | Gedenkkreuz für die Opfer des Holodomor | 2008       |
|      | Oblast Poltawa, Nowi Sanschary                   | Mahnmal für die Opfer des Holodomor |            |
|      | Oblast Poltawa, Oleksandriwka (Lubny, Hrebinka)  | Gedenkkreuz für die Opfer des Holodomor | 1998       |
|      | Oblast Poltawa, Omelnyk                          | Mahnmal für die Opfer des Holodomor |            |
|      | Oblast Poltawa, Opischnja                        | Mahnmal für die Opfer des Holodomor |            |
|      | Oblast Poltawa, Perehoniwka                      | Mahnmal für die Opfer des Holodomor |            |
|      | Oblast Poltawa, Petriwka                         | Mahnmal für die Opfer des Holodomor |            |
|      | Oblast Poltawa, Pisky                            | Gedenkstein für die Opfer des Holodomor | 2008       |
|      | Oblast Poltawa, Poharschtschyna                  | Gedenkkreuz für die Opfer des Holodomor |            |
|      | Oblast Poltawa, Popowe                           | Denkmal für die Opfer des Holodomor |            |
|      | Oblast Poltawa, Potoky (Krementschuk)            | Gedenkkreuz für die Opfer des Holodomor |            |
|      | Oblast Poltawa, Reschetyliwka                    | Mahnmal für die Opfer des Holodomor |            |
|      | Oblast Poltawa, Rosbyschiwka                     | Gedenkkreuz für die Opfer des Holodomor | 2016       |
|      | Oblast Poltawa, Sawodske                         | Mahnmal für die Opfer des Holodomor |            |
|      | Oblast Poltawa, Sentscha                         | Gedenkkreuz für die Opfer des Holodomor |            |
|      | Oblast Poltawa, Stowbyna Dolyna                  | Mahnmal für die Opfer des Holodomor |            |
|      | Oblast Poltawa, Tarassiwka (Lubny, Hrebinka)     | Gedenkkreuz für die Opfer des Holodomor | 2005       |
|      | Oblast Poltawa, Welyka Bahatschka                | Mahnmal für die Opfer des Holodomor |            |
|      | Oblast Poltawa, Welyki Sorotschynzi              | Gedenkkreuz für die Opfer des Holodomor | 2013       |
|      | Oblast Riwne, Demydiwka                          | Mahnmal für die Opfer des Holodomor |            |
|      | Oblast Riwne, Korez                              | Mahnmal für die Opfer des Holodomor |            |
|      | Oblast Riwne, Radywyliw                          | Mahnmal für die Opfer des Holodomor |            |
|      | Oblast Riwne, Ustja                              | Gedenkkreuz für die Opfer des Holodomor |            |
|      | Oblast Saporischschja, Balabyne                  | Gedenkkreuz für die Opfer des Holodomor |            |
|      | Oblast Saporischschja, Berdjansk                 | Mahnmal für die Opfer des Holodomor | 2007       |
|      | Oblast Saporischschja, Berdytschiw               | Mahnmal für die Opfer des Holodomor | 2016       |
|      | Oblast Saporischschja, Bilmanka                  | Mahnmal für die Opfer des Holodomor | 2007       |
|      | Oblast Saporischschja, Diwnynske                 | Mahnmal für die Opfer des Holodomor | 2007       |
|      | Oblast Saporischschja, Hryhoriwka                | Mahnmal für die Opfer des Holodomor | 1987       |
|      | Oblast Saporischschja, Huljajpole                | Gedenkkreuz für die Opfer des Holodomor | 1992       |
|      | Oblast Saporischschja, Kamjanka                  | Gedenkkreuz für die Opfer des Holodomor |            |
|      | Oblast Saporischschja, Kostjantyniwka            | Mahnmal für die Opfer des Holodomor | 2006       |
|      | Oblast Saporischschja, Malyniwka                 | Mahnmal für die Opfer des Holodomor | 2008       |
|      | Oblast Saporischschja, Melitopol                 | Gedenkkreuz für die Opfer des Holodomor |            |
|      | Oblast Saporischschja, Nowomykolajiwka           | Mahnmal für die Opfer des Holodomor | 2008       |
|      | Oblast Saporischschja, Pokrowske                 | Mahnmal für die Opfer des Holodomor | 2008       |
|      | Oblast Saporischschja, Prymorsk                  | Gedenkkreuz für die Opfer des Holodomor |            |
|      | Oblast Saporischschja, Pryschyb                  | Mahnmal für die Opfer des Holodomor | 2008       |
|      | Oblast Saporischschja, Rosiwka                   | Gedenkstein für die Opfer des Holodomor | 2007       |
|      | Oblast Saporischschja, Saporischschja            | Gedenktafel für die Kleinkinder, Opfer des Holodomor                                                                                                  |            |
|      | Oblast Saporischschja, Saporischschja            | Mahnmal für die Opfer des Holodomor | 2007       |
|      | Oblast Saporischschja, Strohaniwka               | Gedenkstätte für die Opfer des Holodomor |            |
|      | Oblast Saporischschja, Tschechohrad              | Mahnmal für die Opfer des Holodomor | 2018       |
|      | Oblast Saporischschja, Udarnyk                   | Gedenkstein für die Opfer des Holodomor |            |
|      | Oblast Saporischschja, Warwariwka                | Gedenkkreuz für die Opfer des Holodomor |            |
|      | Oblast Saporischschja, Welyka Biloserka          | Gedenkkreuz für die Opfer des Holodomor |            |
|      | Oblast Saporischschja, Wilnjansk                 | Mahnmal für die Opfer des Holodomor | 2007       |
|      | Oblast Saporischschja, Wjasiwka                  | Gedenkkreuz für die Opfer des Holodomor | 2008       |
|      | Oblast Saporischschja, Wosnessenka               | Mahnmal für die Opfer des Holodomor | 2008       |
|      | Oblast Schytomyr, Chodorkiw                      | Mahnmal für die Opfer des Holodomor |            |
|      | Oblast Schytomyr, Horodske                       | Mahnmal für die Opfer des Holodomor im Männerkloster des Heiligen Geistes                                                                             | 2009       |
|      | Oblast Schytomyr, Iwankiwzi (Berdytschiw)        | Gedenkkreuz für die Opfer des Holodomor |            |
|      | Oblast Schytomyr, Jaroslawka                     | Mahnmal für die Opfer des Holodomor | 1991       |
|      | Oblast Schytomyr, Kodnja                         | Gedenkstätte für die Opfer des Holodomor | 2013       |
|      | Oblast Schytomyr, Korosten                       | Gedenkkreuz für die Opfer des Holodomor |            |
|      | Oblast Schytomyr, Korostyschiw                   | Mahnmal für die Opfer des Holodomor | 2005       |
|      | Oblast Schytomyr, Kotljarka                      | Gedenkkreuz für die Opfer des Holodomor | 1993       |
|      | Oblast Schytomyr, Krywe (Schytomyr)              | Gedenkkreuz für die Opfer des Holodomor | 2003       |
|      | Oblast Schytomyr, Kyjanka                        | Gedenkkreuz für die Opfer des Holodomor | 2005       |
|      | Oblast Schytomyr, Lisna Rudnja                   | Mahnmal für die Opfer des Holodomor | 2006       |
|      | Oblast Schytomyr, Lissowa Slobidka               | Gedenkkreuz für die Opfer des Holodomor |            |
|      | Oblast Schytomyr, Ljubar                         | Mahnmal für die Opfer des Holodomor |            |
|      | Oblast Schytomyr, Luhyny                         | Mahnmal für die Opfer des Holodomor |            |
|      | Oblast Schytomyr, Malyn                          | Mahnmal für die Opfer des Holodomor | 2003       |
|      | Oblast Schytomyr, Meleni                         | Mahnmal für die Opfer des Holodomor |            |
|      | Oblast Schytomyr, Mokrenschtschyna               | Mahnmal für die Opfer des Holodomor | 2008       |
|      | Oblast Schytomyr, Nowyj Sawod                    | Gedenkstein für die Opfer des Holodomor | 2007       |
|      | Oblast Schytomyr, Nowohorodezke                  | Gedenkkreuz für die Opfer des Holodomor | 2008       |
|      | Oblast Schytomyr, Nowyj Sawod                    | Gedenkkreuz für die Opfer des Holodomor und der politischen Repressionen                                                                              |            |
|      | Oblast Schytomyr, Nowa Tschortoryja              | Mahnmal für die Opfer des Holodomor | 2007       |
|      | Oblast Schytomyr, Otscheretjanka                 | Mahnmal für die Opfer des Holodomor |            |
|      | Oblast Schytomyr, Owrutsch                       | Mahnmal für die Opfer des Holodomor | 2004       |
|      | Oblast Schytomyr, Popilnja                       | Gedenkkreuz für die Opfer des Holodomor | 2007       |
|      | Oblast Schytomyr, Radomyschl                     | Gedenkkreuz für die Opfer des Holodomor |            |
|      | Oblast Schytomyr, Schytomyr                      | Gedenktafel für die Opfer des Holodomor | 2008       |
|      | Oblast Schytomyr, Schytomyr                      | Mahnmal für die Opfer des Holodomor | 2006       |
|      | Oblast Schytomyr, Susly                          | Mahnmal für die Opfer des Holodomor | 2007       |
|      | Oblast Schytomyr, Swjahel                        | Mahnmal für die Opfer des Holodomor |            |
|      | Oblast Schytomyr, Tschernjachiw                  | Mahnmal für die Opfer des Holodomor | 2008       |
|      | Oblast Schytomyr, Tscherwona Woloka              | Mahnmal für die Opfer des Holodomor | 2007       |
|      | Oblast Schytomyr, Tschopowytschi                 | Gedenkkreuz für die Opfer des Holodomor | 2007       |
|      | Oblast Schytomyr, Tschudniw                      | Mahnmal für die Opfer des Holodomor | 2017       |
|      | Oblast Schytomyr, Welyki Hadomzi                 | Gedenkkreuz für die Opfer des Holodomor | 1994       |
|      | Oblast Sumy, Altyniwka                           | Gedenkkreuz für die Opfer des Holodomor | 2008       |
|      | Oblast Sumy, Bakyriwka                           | Gedenkkreuz für die Opfer des Holodomor |            |
|      | Oblast Sumy, Beresa                              | Gedenkkreuz für die Opfer des Holodomor | 2006       |
|      | Oblast Sumy, Besdryk                             | Gedenkkreuz für die Opfer des Holodomor |            |
|      | Oblast Sumy, Bilopillja                          | Mahnmal für die Opfer des Holodomor | 2008       |
|      | Oblast Sumy, Boromlja                            | Mahnmal für die Opfer des Holodomor |            |
|      | Oblast Sumy, Chmeliw                             | Gedenkkreuz für die Opfer des Holodomor |            |
|      | Oblast Sumy, Choruschiwka                        | Mahnmal für die Opfer des Holodomor |            |
|      | Oblast Sumy, Deptiwka                            | Gedenkkreuz für die Opfer des Holodomor | 2008       |
|      | Oblast Sumy, Hlynsk                              | Mahnmal für die Opfer des Holodomor | 2007       |
|      | Oblast Sumy, Hluchiw                             | Mahnmal für die Opfer des Holodomor | 2008       |
|      | Oblast Sumy, Jampil                              | Mahnmal für die Opfer des Holodomor | 2007       |
|      | Oblast Sumy, Kaltschenky                         | Gedenkkreuz für die Opfer des Holodomor | 2008       |
|      | Oblast Sumy, Kindratiwka                         | Mahnmal für die Opfer des Holodomor | 2008       |
|      | Oblast Sumy, Konotop                             | Mahnmal für die Opfer des Holodomor | 2008       |
|      | Oblast Sumy, Kosazke                             | Gedenkkreuz für die Opfer des Holodomor |            |
|      | Oblast Sumy, Krasnopillja                        | Mahnmal für die Opfer des Holodomor |            |
|      | Oblast Sumy, Kujaniwka                           | Mahnmal für die Opfer des Holodomor |            |
|      | Oblast Sumy, Lebedyn                             | Mahnmal für die Opfer des Holodomor | 1993       |
|      | Oblast Sumy, Markiwka                            | Gedenkstein für die Opfer des Holodomor | 2008       |
|      | Oblast Sumy, Mychajliwka                         | Gedenkkreuz für die Opfer des Holodomor | 2008       |
|      | Oblast Sumy, Pidstawky                           | Gedenkkreuz für die Opfer des Holodomor | 2008       |
|      | Oblast Sumy, Pisky                               | Mahnmal für die Opfer des Holodomor | 2007       |
|      | Oblast Sumy, Rjabyna                             | Gedenkkreuz für die Opfer des Holodomor | 1993       |
|      | Oblast Sumy, Rjasne                              | Gedenkkreuz für die Opfer des Holodomor | 2008       |
|      | Oblast Sumy, Romny                               | Mahnmal für die Opfer des Holodomor | 2008       |
|      | Oblast Sumy, Semeniwka                           | Gedenkkreuz für die Opfer des Holodomor | 2008       |
|      | Oblast Sumy, Schpyliwka                          | Mahnmal für die Opfer des Holodomor |            |
|      | Oblast Sumy, Slout                               | Gedenkkreuz für die Opfer des Holodomor | 2008       |
|      | Oblast Sumy, Smile                               | Mahnmal für die Opfer des Holodomor |            |
|      | Oblast Sumy, Starykowe                           | Gedenkkreuz für die Opfer des Holodomor | 2008       |
|      | Oblast Sumy, Sulymy                              | Mahnmal für die Opfer des Holodomor | 2008       |
|      | Oblast Sumy, Sumy                                | Mahnmal für die Opfer des Holodomor | 2008       |
|      | Oblast Sumy, Trostjanez                          | Mahnmal für die Opfer des Holodomor | 1993       |
|      | Oblast Sumy, Tschernetscha Sloboda               | Gedenkkreuz für die Opfer des Holodomor | 2007       |
|      | Oblast Sumy, Welyka Pyssariwka                   | Gedenkkreuz für die Opfer des Holodomor | 1992       |
|      | Oblast Sumy, Woloschniwka                        | Gedenkkreuz für die Opfer des Holodomor | 2008       |
|      | Oblast Sumy, Woronzowe                           | Mahnmal für die Opfer des Holodomor | 1993       |
|      | Oblast Ternopil, Anheliwka                       | Gedenkkreuz für die Opfer des Holodomor | 1996       |
|      | Oblast Ternopil, Bila (Tschortkiw)               | Gedenkkreuz für die Opfer des Holodomor |            |
|      | Oblast Ternopil, Oserjany                        | Gedenkkapelle für die Opfer des Holodomor | 1996       |
|      | Oblast Ternopil, Pyschtschatynzi                 | Mahnmal für die Opfer des Holodomor | 1993       |
|      | Oblast Ternopil, Ternopil                        | Mahnmal für die Opfer des Holodomor |            |
|      | Oblast Ternopil, Waha                            | Mahnmal für die Opfer des Holodomor | 1995       |
|      | Oblast Transkarpatien, Irschawa                  | Mahnmal für die Opfer des Holodomor |            |
|      | Oblast Transkarpatien, Kwasowo                   | Gedenkkreuz für die Opfer des Holodomor |            |
|      | Oblast Transkarpatien, Mukatschewo               | Mahnmal für die Opfer des Holodomor |            |
|      | Oblast Transkarpatien, Mukatschewo               | Mahnmal für die Opfer des Holodomor |            |
|      | Oblast Transkarpatien, Uschhorod                 | Mahnmal für die Opfer des Holodomor |            |
|      | Oblast Tscherkassy, Antoniwka                    | Mahnmal für die Opfer des Holodomor |            |
|      | Oblast Tscherkassy, Apoljanka                    | Mahnmal für die Opfer des Holodomor |            |
|      | Oblast Tscherkassy, Awramiwka                    | Gedenkkreuz für die Opfer des Holodomor |            |
|      | Oblast Tscherkassy, Babanka                      | Mahnmal für die Opfer des Holodomor |            |
|      | Oblast Tscherkassy, Batschkuryne                 | Mahnmal für die Opfer des Holodomor | 1990       |
|      | Oblast Tscherkassy, Beresiwka (Uman)             | Mahnmal für die Opfer des Holodomor |            |
|      | Oblast Tscherkassy, Berestiwez                   | Mahnmal für die Opfer des Holodomor |            |
|      | Oblast Tscherkassy, Bespaltsche                  | Mahnmal für die Opfer des Holodomor |            |
|      | Oblast Tscherkassy, Botwyniwka                   | Mahnmal für die Opfer des Holodomor |            |
|      | Oblast Tscherkassy, Budyschtsche                 | Gedenkkreuz für die Opfer des Holodomor |            |
|      | Oblast Tscherkassy, Chalajidowe                  | Gedenkkreuz für die Opfer des Holodomor |            |
|      | Oblast Tscherkassy, Charkiwka                    | Gedenkkreuz für die Opfer des Holodomor |            |
|      | Oblast Tscherkassy, Chejlowe                     | Gedenkkreuz für die Opfer des Holodomor |            |
|      | Oblast Tscherkassy, Dibriwka                     | Mahnmal für die Opfer des Holodomor | 2023       |
|      | Oblast Tscherkassy, Dmytruschky                  | Mahnmal für die Opfer des Holodomor |            |
|      | Oblast Tscherkassy, Dobra                        | Mahnmal für die Opfer des Holodomor |            |
|      | Oblast Tscherkassy, Dobrowody                    | Gedenkkreuz für die Opfer des Holodomor |            |
|      | Oblast Tscherkassy, Dolynka                      | Mahnmal für die Opfer des Holodomor |            |
|      | Oblast Tscherkassy, Drimajliwka                  | Gedenkkreuz für die Opfer des Holodomor |            |
|      | Oblast Tscherkassy, Dsendseliwka                 | Mahnmal für die Opfer des Holodomor |            |
|      | Oblast Tscherkassy, Dubijiwka                    | Mahnmal für die Opfer des Holodomor |            |
|      | Oblast Tscherkassy, Dumanzi                      | Mahnmal für die Opfer des Holodomor | 2016       |
|      | Oblast Tscherkassy, Herescheniwka                | Mahnmal für die Opfer des Holodomor |            |
|      | Oblast Tscherkassy, Hreblja                      | Mahnmal für die Opfer des Holodomor |            |
|      | Oblast Tscherkassy, Hrodzewe                     | Mahnmal für die Opfer des Holodomor |            |
|      | Oblast Tscherkassy, Iwachny                      | Gedenkkreuz für die Opfer des Holodomor |            |
|      | Oblast Tscherkassy, Iwanky (Uman)                | Mahnmal für die Opfer des Holodomor |            |
|      | Oblast Tscherkassy, Jurkiwka (Uman)              | Gedenkkreuz für die Opfer des Holodomor |            |
|      | Oblast Tscherkassy, Jurkiwka (Swenyhorodka)      | Mahnmal für die Opfer des Holodomor |            |
|      | Oblast Tscherkassy, Kaniw                        | Gedenkkreuz für die Opfer des Holodomor |            |
|      | Oblast Tscherkassy, Kapustyne                    | Mahnmal für die Opfer des Holodomor | 2008       |
|      | Oblast Tscherkassy, Katerynopil                  | Mahnmal für die Opfer des Holodomor |            |
|      | Oblast Tscherkassy, Knjaschyky                   | Mahnmal für die Opfer des Holodomor |            |
|      | Oblast Tscherkassy, Konelska Popiwka             | Mahnmal für die Opfer des Holodomor |            |
|      | Oblast Tscherkassy, Kopijuwata                   | Mahnmal für die Opfer des Holodomor und der politische Repressionen                                                                                   |            |
|      | Oblast Tscherkassy, Korsun-Schewtschenkiwskyj    | Gedenkkreuz für die Opfer des Holodomor |            |
|      | Oblast Tscherkassy, Korytnja                     | Mahnmal für die Opfer des Holodomor |            |
|      | Oblast Tscherkassy, Koseniwka                    | Mahnmal für die Opfer des Holodomor |            |
|      | Oblast Tscherkassy, Krasnopilka                  | Mahnmal für die Opfer des Holodomor |            |
|      | Oblast Tscherkassy, Kratschkiwka                 | Mahnmal für die Opfer des Holodomor |            |
|      | Oblast Tscherkassy, Krywez                       | Gedenkkreuz für die Opfer des Holodomor |            |
|      | Oblast Tscherkassy, Kyslyn                       | Mahnmal für die Opfer des Holodomor |            |
|      | Oblast Tscherkassy, Losiwok                      | Mahnmal für die Opfer des Holodomor | 2016       |
|      | Oblast Tscherkassy, Lukaschiwka                  | Mahnmal für die Opfer des Holodomor |            |
|      | Oblast Tscherkassy, Lytwyniwka                   | Mahnmal für die Opfer des Holodomor |            |
|      | Oblast Tscherkassy, Mala Mankiwka                | Gedenkkreuz für die Opfer des Holodomor |            |
|      | Oblast Tscherkassy, Mala Sewastjaniwka           | Mahnmal für die Opfer des Holodomor |            |
|      | Oblast Tscherkassy, Matwijicha                   | Gedenkkreuz für die Opfer des Holodomor |            |
|      | Oblast Tscherkassy, Medwediwka                   | Gedenkkreuz für die Opfer des Holodomor |            |
|      | Oblast Tscherkassy, Monastyryschtsche            | Mahnmal für die Opfer des Holodomor | 2018       |
|      | Oblast Tscherkassy, Morynzi (Swenyhorodka)       | Kurgan für die Opfer des Holodomor |            |
|      | Oblast Tscherkassy, Moschny                      | Gedenkkreuz für die Opfer des Holodomor |            |
|      | Oblast Tscherkassy, Nahirna                      | Mahnmal für die Opfer des Holodomor |            |
|      | Oblast Tscherkassy, Nechajky                     | Mahnmal für die Opfer des Holodomor |            |
|      | Oblast Tscherkassy, Nesteriwka                   | Mahnmal für die Opfer des Holodomor |            |
|      | Oblast Tscherkassy, Nowosilka                    | Mahnmal für die Opfer des Holodomor | 1993       |
|      | Oblast Tscherkassy, Oksanyna                     | Mahnmal für die Opfer des Holodomor |            |
|      | Oblast Tscherkassy, Ostroschany                  | Gedenkkreuz für die Opfer des Holodomor |            |
|      | Oblast Tscherkassy, Palanka                      | Mahnmal für die Opfer des Holodomor |            |
|      | Oblast Tscherkassy, Palanotschka                 | Mahnmal für die Opfer des Holodomor |            |
|      | Oblast Tscherkassy, Pikiwez                      | Mahnmal für die Opfer des Holodomor |            |
|      | Oblast Tscherkassy, Podibna                      | Mahnmal für die Opfer des Holodomor |            |
|      | Oblast Tscherkassy, Polowyntschyk                | Mahnmal für die Opfer des Holodomor |            |
|      | Oblast Tscherkassy, Pomynyk                      | Mahnmal für die Opfer des Holodomor |            |
|      | Oblast Tscherkassy, Popiwka                      | Mahnmal für die Opfer des Holodomor |            |
|      | Oblast Tscherkassy, Popudnja                     | Mahnmal für die Opfer des Holodomor |            |
|      | Oblast Tscherkassy, Posuhiwka                    | Mahnmal für die Opfer des Holodomor | 1993       |
|      | Oblast Tscherkassy, Rodnykiwka                   | Mahnmal für die Opfer des Holodomor |            |
|      | Oblast Tscherkassy, Russaliwka                   | Gedenkkreuz für die Opfer des Holodomor |            |
|      | Oblast Tscherkassy, Ryschawka                    | Mahnmal für die Opfer des Holodomor |            |
|      | Oblast Tscherkassy, Sarny (Uman)                 | Gedenkkreuz für die Opfer des Holodomor |            |
|      | Oblast Tscherkassy, Sataniwka                    | Mahnmal für die Opfer des Holodomor |            |
|      | Oblast Tscherkassy, Skalywatka                   | Mahnmal für die Opfer des Holodomor | 2024       |
|      | Oblast Tscherkassy, Schabastiwka                 | Gedenkkreuz für die Opfer des Holodomor |            |
|      | Oblast Tscherkassy, Schaschkiw                   | Mahnmal für die Opfer des Holodomor |            |
|      | Oblast Tscherkassy, Scharnopil                   | Mahnmal für die Opfer des Holodomor |            |
|      | Oblast Tscherkassy, Schuljaky                    | Gedenkkreuz für die Opfer des Holodomor |            |
|      | Oblast Tscherkassy, Sjubrycha                    | Gedenkkreuz für die Opfer des Holodomor |            |
|      | Oblast Tscherkassy, Sorjane                      | Gedenkkreuz für die Opfer des Holodomor |            |
|      | Oblast Tscherkassy, Smila                        | Gedenkkreuz für die Opfer des Holodomor |            |
|      | Oblast Tscherkassy, Stari Babany                 | Mahnmal für die Opfer des Holodomor |            |
|      | Oblast Tscherkassy, Steziwka                     | Mahnmal für die Opfer des Holodomor |            |
|      | Oblast Tscherkassy, Stupytschne                  | Mahnmal für die Opfer des Holodomor |            |
|      | Oblast Tscherkassy, Subotiw                      | Gedenkkreuz für die Opfer des Holodomor |            |
|      | Oblast Tscherkassy, Syhnajiwka                   | Mahnmal für die Opfer des Holodomor |            |
|      | Oblast Tscherkassy, Swenyhorodka                 | Mahnmal für die Opfer des Holodomor |            |
|      | Oblast Tscherkassy, Tanske                       | Mahnmal für die Opfer des Holodomor |            |
|      | Oblast Tscherkassy, Tschytschyrkosiwka           | Mahnmal für die Opfer des Holodomor |            |
|      | Oblast Tscherkassy, Teolyn                       | Mahnmal für die Opfer des Holodomor |            |
|      | Oblast Tscherkassy, Tscherwona Sloboda           | Mahnmal für die Opfer des Holodomor und der politischen Repressionen                                                                                  |            |
|      | Oblast Tscherkassy, Tschorna Kamjanka            | Mahnmal für die Opfer des Holodomor |            |
|      | Oblast Tscherkassy, Tymoschiwka                  | Mahnmal für die Opfer des Holodomor |            |
|      | Oblast Tscherkassy, Uhluwatka                    | Mahnmal für die Opfer des Holodomor |            |
|      | Oblast Tscherkassy, Welyka Sewastjaniwka         | Mahnmal für die Opfer des Holodomor |            |
|      | Oblast Tscherkassy, Werbuwata                    | Mahnmal für die Opfer des Holodomor |            |
|      | Oblast Tscherkassy, Zybuliw                      | Mahnmal für die Opfer des Holodomor |            |
|      | Oblast Tschernihiw, Bachmatsch                   | Gedenkkreuz für die Opfer des Holodomor | 2007       |
|      | Oblast Tschernihiw, Baturyn                      | Mahnmal für die Opfer des Holodomor |            |
|      | Oblast Tschernihiw, Bereschiwka                  | Gedenkkreuz für die Opfer des Holodomor | 2007       |
|      | Oblast Tschernihiw, Charkowe                     | Gedenkkreuz für die Opfer des Holodomor | 2008       |
|      | Oblast Tschernihiw, Drosdiwka                    | Gedenkkreuz für die Opfer des Holodomor |            |
|      | Oblast Tschernihiw, Huschiwka                    | Gedenkkreuz für die Opfer des Holodomor | 2008       |
|      | Oblast Tschernihiw, Itschnja                     | Gedenkkreuz für die Opfer des Holodomor | 2007       |
|      | Oblast Tschernihiw, Iwanyzja                     | Mahnmal für die Opfer des Holodomor | 1992       |
|      | Oblast Tschernihiw, Koselez                      | Gedenkkreuz für die Opfer des Holodomor | 2008       |
|      | Oblast Tschernihiw, Kosazke                      | Gedenkkreuz für die Opfer des Holodomor | 2007       |
|      | Oblast Tschernihiw, Krupytschpole                | Gedenkkreuz für die Opfer des Holodomor | 2007       |
|      | Oblast Tschernihiw, Kulykiwka                    | Mahnmal für die Opfer des Holodomor | 2008       |
|      | Oblast Tschernihiw, Lemeschi                     | Mahnmal für die Opfer des Holodomor |            |
|      | Oblast Tschernihiw, Lynowyzja                    | Gedenkkreuz für die Opfer des Holodomor | 2007       |
|      | Oblast Tschernihiw, Mala Diwyzja                 | Gedenkkreuz für die Opfer des Holodomor | 2008       |
|      | Oblast Tschernihiw, Malyj Lystwen                | Gedenkkreuz für die Opfer des Holodomor | 2007       |
|      | Oblast Tschernihiw, Mena                         | Mahnmal für die Opfer des Holodomor | 2007       |
|      | Oblast Tschernihiw, Nischyn                      | Mahnmal für die Opfer des Holodomor | 2007       |
|      | Oblast Tschernihiw, Oleksynzi                    | Gedenkkreuz für die Opfer des Holodomor |            |
|      | Oblast Tschernihiw, Orliwka                      | Gedenkkreuz für die Opfer des Holodomor | 2007       |
|      | Oblast Tschernihiw, Pljochiw                     | Gedenkkreuz für die Opfer des Holodomor | 2007       |
|      | Oblast Tschernihiw, Schapowaliwka                | Gedenkkreuz für die Opfer des Holodomor | 2008       |
|      | Oblast Tschernihiw, Serhijiwka                   | Gedenkkreuz für die Opfer des Holodomor | 2003       |
|      | Oblast Tschernihiw, Sokyrynzi                    | Mahnmal für die Opfer des Holodomor | 1993       |
|      | Oblast Tschernihiw, Snowsk                       | Mahnmal für die Opfer des Holodomor | 2008       |
|      | Oblast Tschernihiw, Sosnyzja                     | Gedenkkreuz für die Opfer des Holodomor | 2007       |
|      | Oblast Tschernihiw, Stawyske                     | Gedenkkreuz für die Opfer des Holodomor |            |
|      | Oblast Tschernihiw, Suchopolowa                  | Mahnmal für die Opfer des Holodomor | 2008       |
|      | Oblast Tschernihiw, Swenytschiw                  | Gedenkkreuz für die Opfer des Holodomor | 2008       |
|      | Oblast Tschernihiw, Tychonowytschi               | Gedenkkreuz für die Opfer des Holodomor | 2008       |
|      | Oblast Tschernihiw, Warwa                        | Gedenkkreuz für die Opfer des Holodomor |            |
|      | Oblast Tschernihiw, Wepryk                       | Gedenkkreuz für die Opfer des Holodomor |            |
|      | Oblast Tschernihiw, Wiktoriwka                   | Gedenkkreuz für die Opfer des Holodomor | 2008       |
|      | Oblast Tscherniwzi, Czernowitz                   | Mahnmal für die Opfer des Holodomor | 2018       |
|      | Oblast Winnyzja, Andruschiwka                    | Mahnmal für die Opfer des Holodomor |            |
|      | Oblast Winnyzja, Babtschynzi                     | Mahnmal für die Opfer des Holodomor | 1993       |
|      | Oblast Winnyzja, Bahryniwzi                      | Gedenkkreuz für die Opfer des Holodomor |            |
|      | Oblast Winnyzja, Bar                             | Gedenkstein für die Opfer des Holodomor |            |
|      | Oblast Winnyzja, Beresiwka                       | Gedenkkreuz für die Opfer des Holodomor |            |
|      | Oblast Winnyzja, Berschad                        | Mahnmal für die Opfer des Holodomor | 1993       |
|      | Oblast Winnyzja, Biljany                         | Mahnmal für die Opfer des Holodomor | 1993       |
|      | Oblast Winnyzja, Borschtschahiwka                | Mahnmal für die Opfer des Holodomor |            |
|      | Oblast Winnyzja, Brajiliw                        | Mahnmal für die Opfer des Holodomor |            |
|      | Oblast Winnyzja, Bryzke                          | Gedenkkreuz für die Opfer des Holodomor |            |
|      | Oblast Winnyzja, Chmilnyk                        | Mahnmal für die Opfer des Holodomor | 2020       |
|      | Oblast Winnyzja, Dowhaliwka                      | Gedenkkreuz für die Opfer des Holodomor |            |
|      | Oblast Winnyzja, Druschba                        | Gedenkkreuz für die Opfer des Holodomor | 1995       |
|      | Oblast Winnyzja, Hoptschyzja                     | Mahnmal für die Opfer des Holodomor |            |
|      | Oblast Winnyzja, Hubnyk                          | Gedenkkreuz für die Opfer des Holodomor | 2007       |
|      | Oblast Winnyzja, Frontiwka                       | Mahnmal für die Opfer des Holodomor | 1993       |
|      | Oblast Winnyzja, Iwankiwzi (Chmilnyk)            | Gedenkkreuz für die Opfer des Holodomor | 2022       |
|      | Oblast Winnyzja, Jakymiwka                       | Mahnmal für die Opfer des Holodomor |            |
|      | Oblast Winnyzja, Juschkiwzi                      | Mahnmal für die Opfer des Holodomor |            |
|      | Oblast Winnyzja, Juschkiwzi                      | Mahnmal für die Opfer des Holodomor |            |
|      | Oblast Winnyzja, Kalyniwka                       | Mahnmal für die Opfer des Holodomor |            |
|      | Oblast Winnyzja, Kostjantyniwka (Winnyzja)       | Mahnmal für die Opfer des Holodomor |            |
|      | Oblast Winnyzja, Kotjuschynzi                    | Gedenkkreuz für die Opfer des Holodomor | 1993       |
|      | Oblast Winnyzja, Kryschopil                      | Mahnmal für die Opfer des Holodomor |            |
|      | Oblast Winnyzja, Lityn                           | Gedenkkreuz für die Opfer des Holodomor und der politischen Repressionen 1932–1933                                                                    |            |
|      | Oblast Winnyzja, Macharynzi                      | Mahnmal für die Opfer des Holodomor |            |
|      | Oblast Winnyzja, Marjaniwka                      | Gedenkkreuz für die Opfer des Holodomor |            |
|      | Oblast Winnyzja, Murowani Kuryliwzi              | Gedenkkreuz für die Opfer des Holodomor |            |
|      | Oblast Winnyzja, Myrne                           | Mahnmal für die Opfer des Holodomor |            |
|      | Oblast Winnyzja, Nowa Hreblja                    | Gedenkkreuz für die Opfer des Holodomor |            |
|      | Oblast Winnyzja, Nowoschywotiw                   | Mahnmal für die Opfer des Holodomor |            |
|      | Oblast Winnyzja, Obuchiw                         | Mahnmal für die Opfer des Holodomor |            |
|      | Oblast Winnyzja, Obodiwka                        | Mahnmal für die Opfer des Holodomor |            |
|      | Oblast Winnyzja, Oleniwka                        | Mahnmal für die Opfer des Holodomor | 1990       |
|      | Oblast Winnyzja, Olhopil                         | Mahnmal für die Opfer des Holodomor |            |
|      | Oblast Winnyzja, Oratiw                          | Gedenkkreuz für die Opfer des Holodomor |            |
|      | Oblast Winnyzja, Oratiwka                        | Mahnmal für die Opfer des Holodomor |            |
|      | Oblast Winnyzja, Petrykiwzi                      | Mahnmal für die Opfer des Holodomor | 1993       |
|      | Oblast Winnyzja, Pidwyssoke (Winnyzja)           | Mahnmal für die Opfer des Holodomor |            |
|      | Oblast Winnyzja, Pohrebyschtsche                 | Mahnmal für die Opfer des Holodomor |            |
|      | Oblast Winnyzja, Prybereschne                    | Mahnmal für die Opfer des Holodomor |            |
|      | Oblast Winnyzja, Rossoscha                       | Mahnmal für die Opfer des Holodomor | 1996       |
|      | Oblast Winnyzja, Roschytschna                    | Gedenkkreuz für die Opfer des Holodomor |            |
|      | Oblast Winnyzja, Scharhorod                      | Mahnmal für die Opfer des Holodomor |            |
|      | Oblast Winnyzja, Scherschni                      | Mahnmal für die Opfer des Holodomor |            |
|      | Oblast Winnyzja, Schornyschtsche                 | Mahnmal für die Opfer des Holodomor |            |
|      | Oblast Winnyzja, Schmerynka                      | Mahnmal für die Opfer des Holodomor | 2018       |
|      | Oblast Winnyzja, Schukiwzi (Schmerynka)          | Mahnmal für die Opfer des Holodomor |            |
|      | Oblast Winnyzja, Schywotiwka                     | Mahnmal für die Opfer des Holodomor |            |
|      | Oblast Winnyzja, Selyschtsche                    | Mahnmal für die Opfer des Holodomor |            |
|      | Oblast Winnyzja, Skytka                          | Mahnmal für die Opfer des Holodomor | 2022       |
|      | Oblast Winnyzja, Slobodyschtsche                 | Gedenkkreuz für die Opfer des Holodomor |            |
|      | Oblast Winnyzja, Soboliwka                       | Gedenkkreuz für die Opfer des Holodomor |            |
|      | Oblast Winnyzja, Sokoliwka                       | Gedenkkreuz für die Opfer des Holodomor |            |
|      | Oblast Winnyzja, Stina                           | Mahnmal für die Opfer des Holodomor | 2019       |
|      | Oblast Winnyzja, Teplyk                          | Mahnmal für die Opfer des Holodomor |            |
|      | Oblast Winnyzja, Terniwka                        | Mahnmal für die Opfer des Holodomor |            |
|      | Oblast Winnyzja, Trostjanez                      | Gedenkkreuz für die Opfer des Holodomor | 1993       |
|      | Oblast Winnyzja, Tschetschelnyk                  | Mahnmal für die Opfer des Holodomor |            |
|      | Oblast Winnyzja, Tschesniwka                     | Mahnmal für die Opfer des Holodomor | 1993       |
|      | Oblast Winnyzja, Tschepeli                       | Mahnmal für die Opfer des Holodomor |            |
|      | Oblast Winnyzja, Turbiw                          | Mahnmal für die Opfer des Holodomor |            |
|      | Oblast Winnyzja, Tywriw                          | Gedenktafel für die Opfer des Holodomor | 1993       |
|      | Oblast Winnyzja, Tywriw                          | Mahnmal für die Opfer des Holodomor |            |
|      | Oblast Winnyzja, Wassyliwka                      | Gedenkkreuz für die Opfer des Holodomor |            |
|      | Oblast Winnyzja, Welyka Russawa                  | Gedenkkreuz für die Opfer des Holodomor |            |
|      | Oblast Winnyzja, Welyki Kruschlynzi              | Mahnmal für die Opfer des Holodomor | 1991       |
|      | Oblast Winnyzja, Winnyzja                        | Mahnmal für die Opfer des Holodomor | 2008       |
|      | Oblast Winnyzja, Winnyzja                        | Mahnmal für die Opfer des Holodomor auf dem Pidlisne-Friedhof                                                                                         | 2008       |

## Ungarn
| Bild | Standort    | Beschreibung                                                              | Enthüllung |
| ---- | ----------- | ------------------------------------------------------------------------- | ---------- |
|      | Budapest    | Mahnmal für die Opfer des Holodomor                                       | 2009       |
|      | Csömör      | Gedenkstein für die Opfer des Holodomor an der Gedenkstätte Gloria Victis | 2010       |
|      | Nyiregyhaza | Mahnmal für die Opfer des Holodomor                                       | 2019       |
|      | Szeged      | Mahnmal für die Opfer des Holodomor                                       | 2018       |

## Vereinigtes Königreich
| Bild | Standort  | Beschreibung                                 | Enthüllung |
| ---- | --------- | -------------------------------------------- | ---------- |
|      | Edinburgh | Mahnmal für die Opfer des Holodomor          | 2017       |
|      | London    | Mahnmal für die Opfer des Holodomor in Acton | 1983       |

## Vereinigte Staaten
| Bild | Standort                      | Beschreibung                                            | Enthüllung |
| ---- | ----------------------------- | ------------------------------------------------------- | ---------- |
|      | Chicago                       | Denkmal an der Ukrainische Orthodoxe St. Andreas-Kirche | 1993       |
|      | New Jersey, South Bound Brook | Orthodoxe Gedächtniskathedrale St. Andreas              | 1965       |
|      | New York, East Meadow         | Gedenkstein im Eisenhower Park                          | 1983       |
|      | Los Angeles                   | Mahnmal für die Opfer des Holodomor                     | 1986       |
|      | Parma (Ohio)                  | Denkmal für die Opfer des Holodomor                     | 1993       |
|      | Washington, D.C.              | Holodomor Genocide Memorial                             | 2015       |